# 아우디 A3
아우디 A3(Audi A3)는 독일의 자동차 메이커 아우디가 생산, 판매되는 준중형 승용차이다. 폭스바겐 골프의 형제 모델이기 때문에 윗급인 A4와 달리 엔진을 가로로 배치한다.

## 1세대(8L)

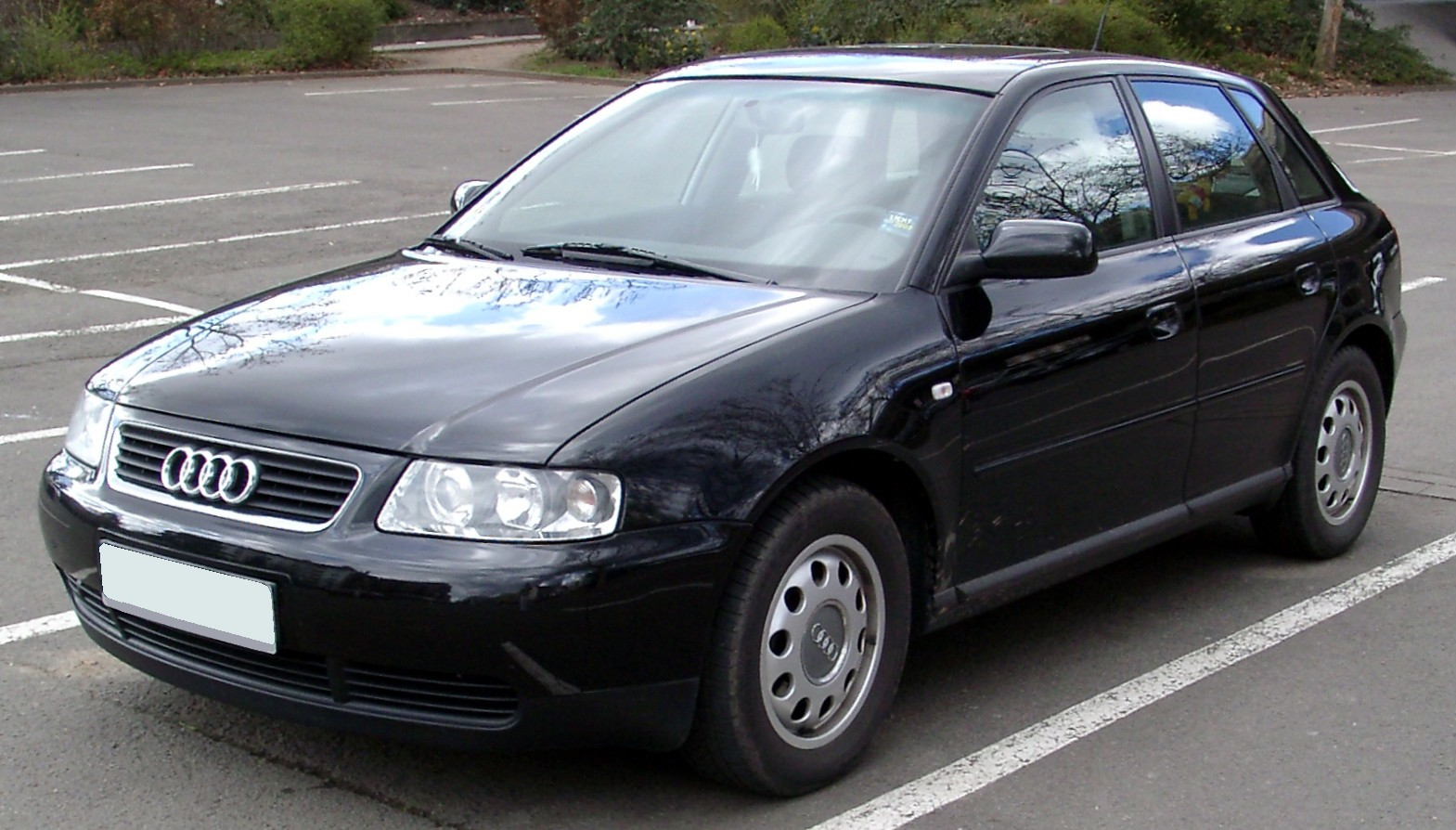
아우디 A3(5도어) 정측면

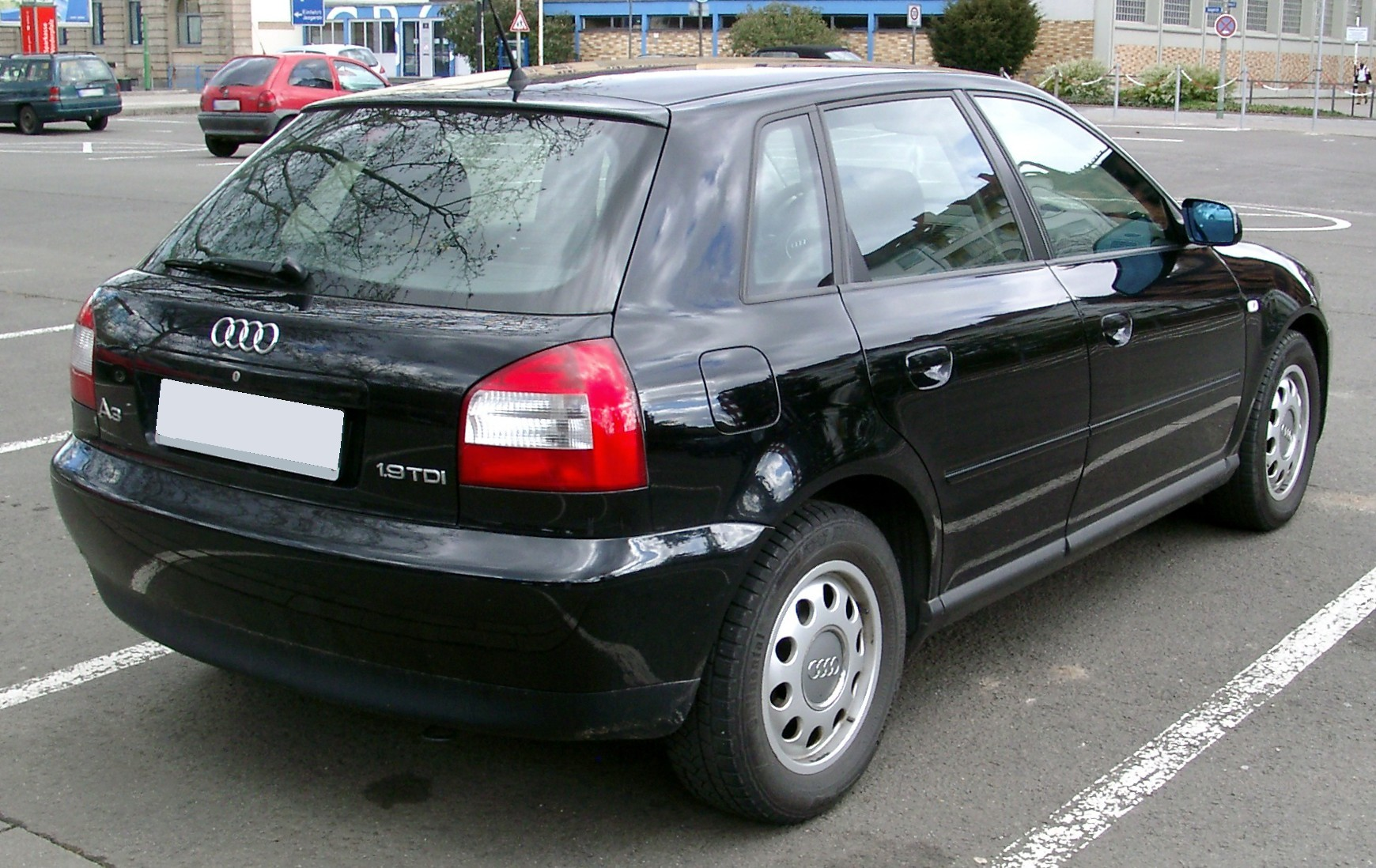
아우디 A3(5도어) 후측면

1996년에 출시되었다. 폭스바겐 골프 4세대, 세아트 레온 1세대와 플랫폼을 공유했다. 3도어와 5도어 해치백이 존재했다. 전륜구동 방식의 수직 엔진은 아우디 고유의 스타일이 아니라, 보다 일반적이다. 가솔린 엔진 중 5 밸브 시스템을 채용한 1.8L 직렬 4기통 DOHC는 터보 모델도 장착되었다. 대한민국에는 1997년에 1세대(8L)의 3도어가 나왔다가 수입이 중단되었다. 1999년에 고성능 사양인 S3가 출시되었는데, 이 모델은 210마력의 출력을 낸 1.8L 터보엔진을 얹었으며, 3도어 모델만 제공되었다.

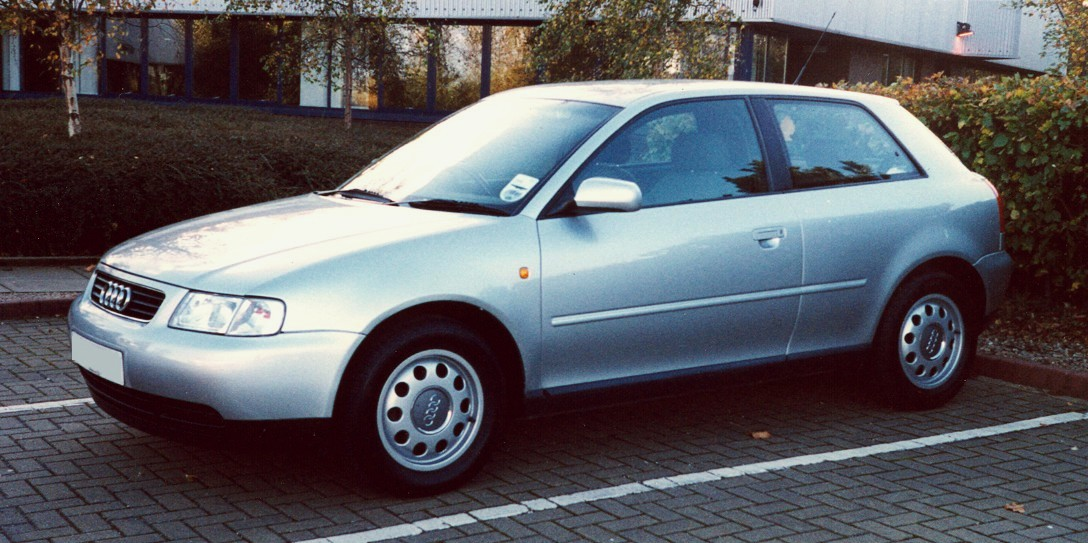
아우디 A3(3도어) 후측면
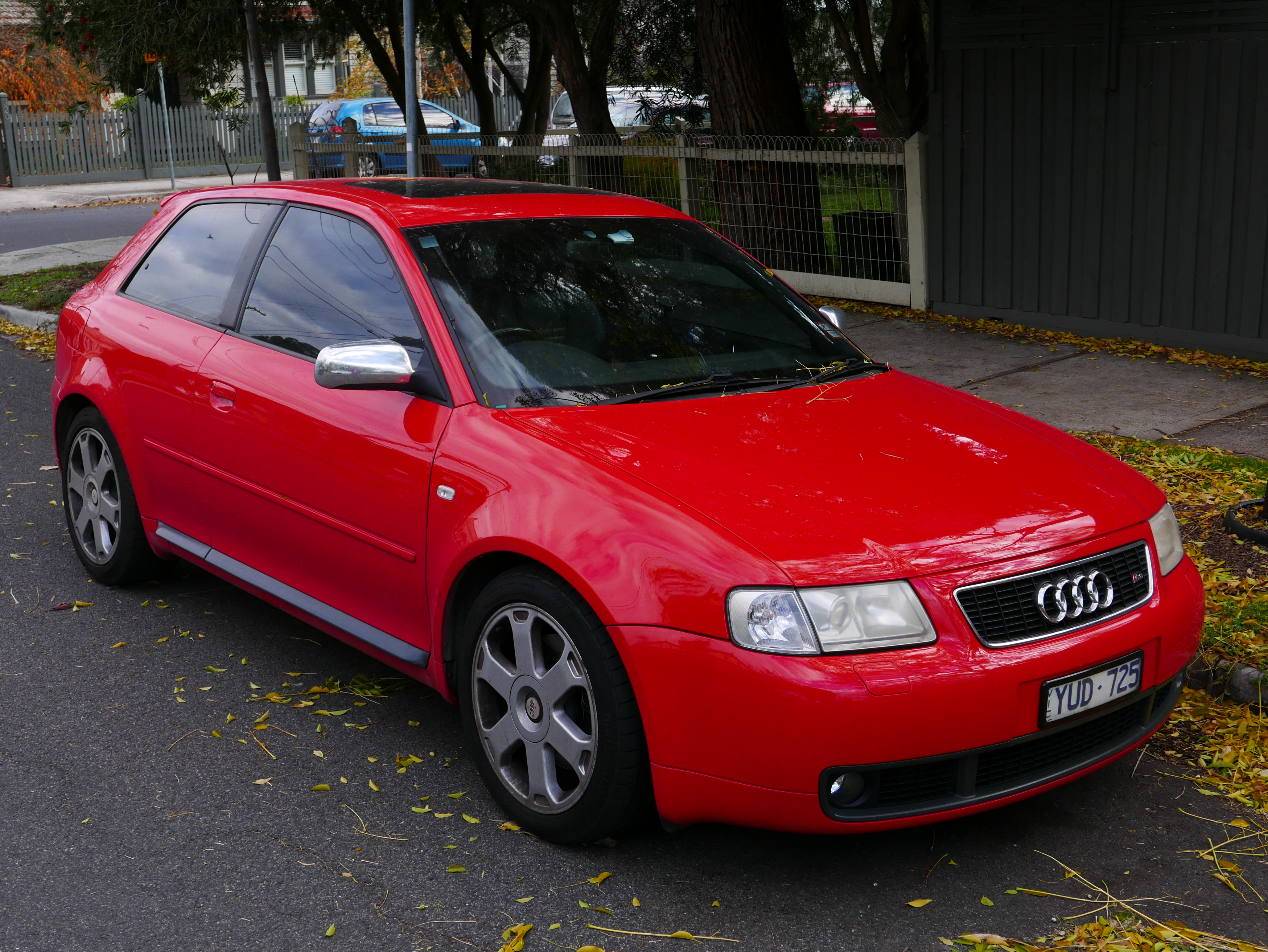
아우디 S3 정측면
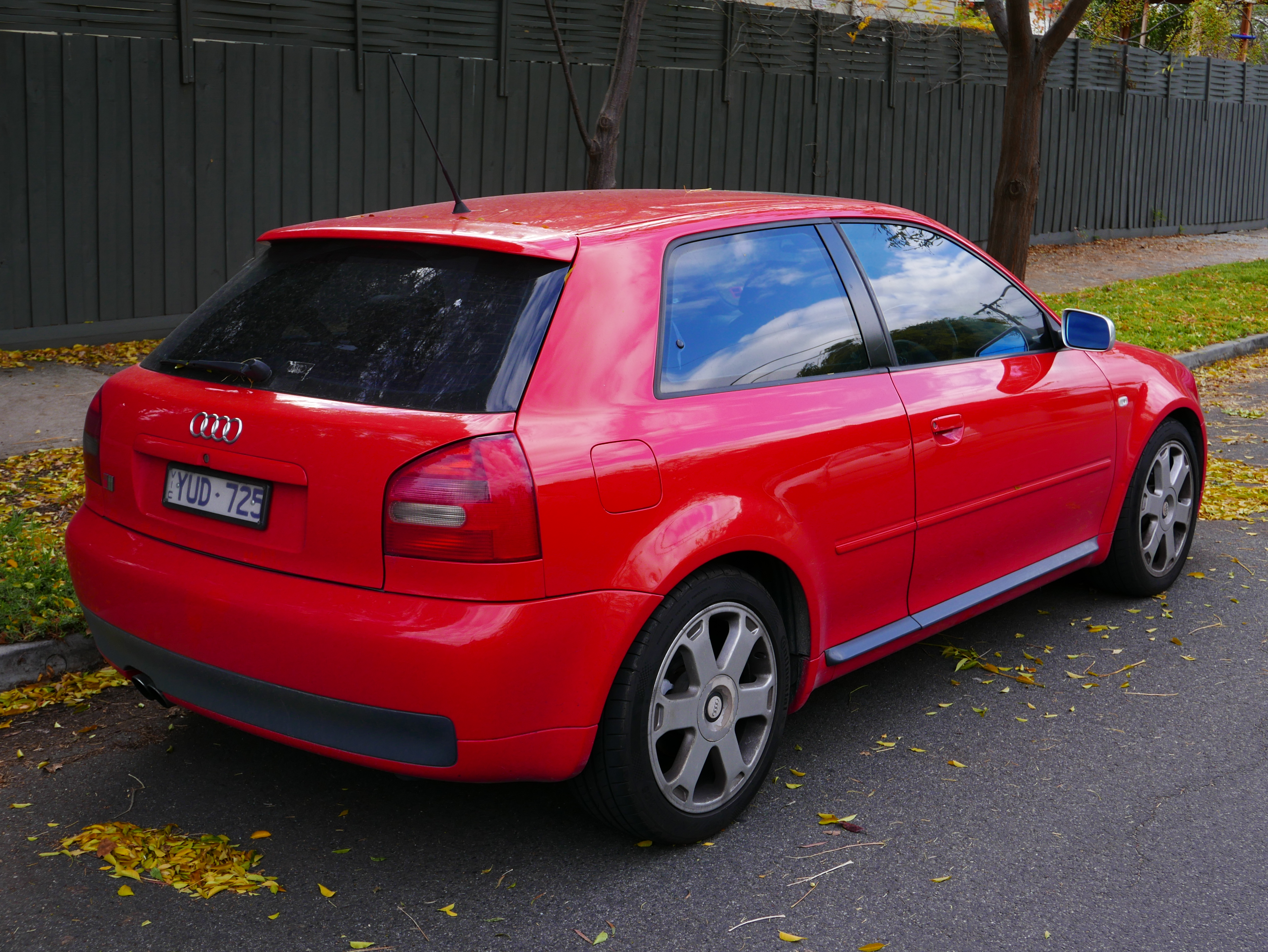
아우디 S3 후측면

## 2세대(8P)

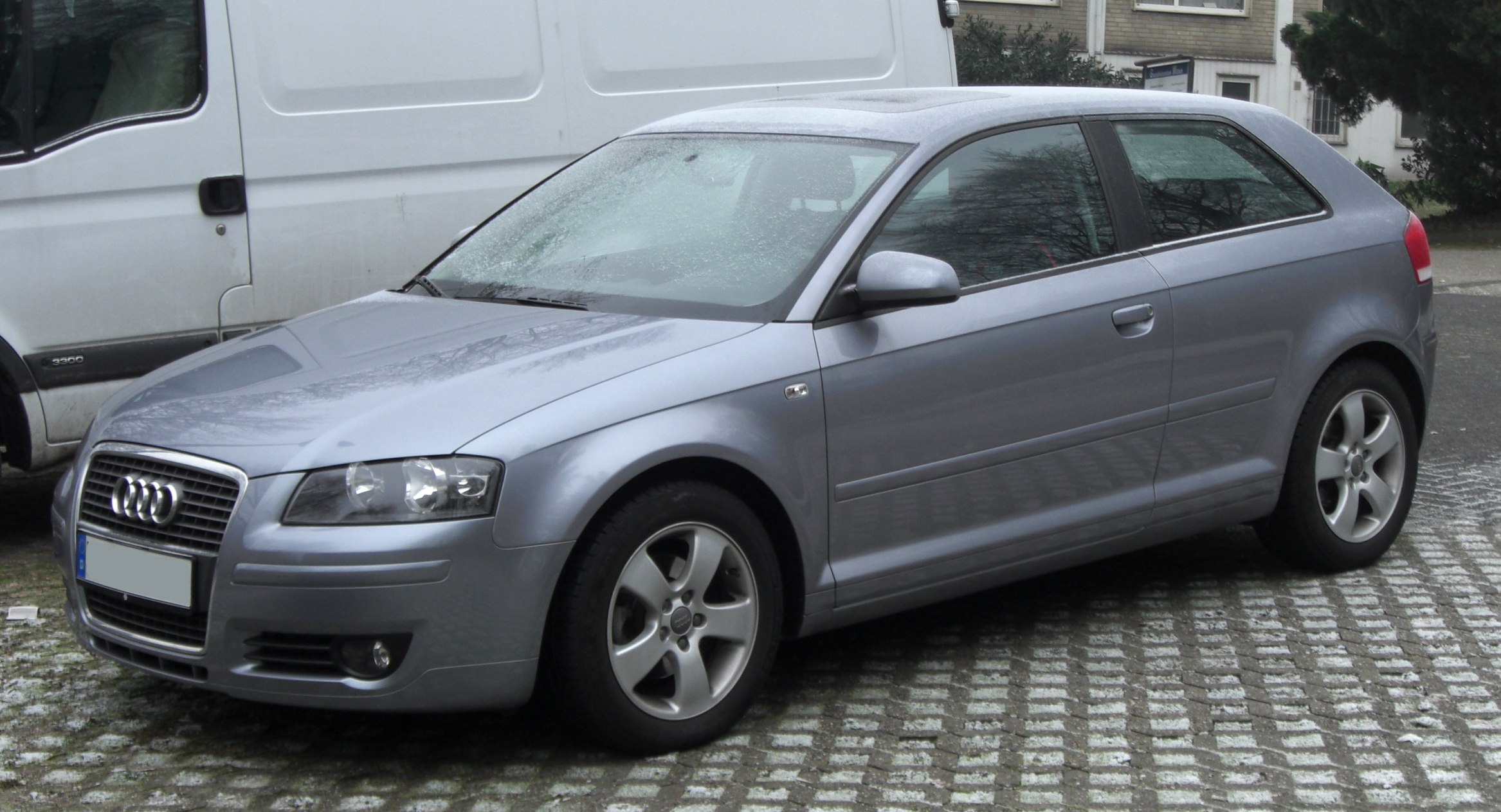
아우디 A3(전기형) 정측면

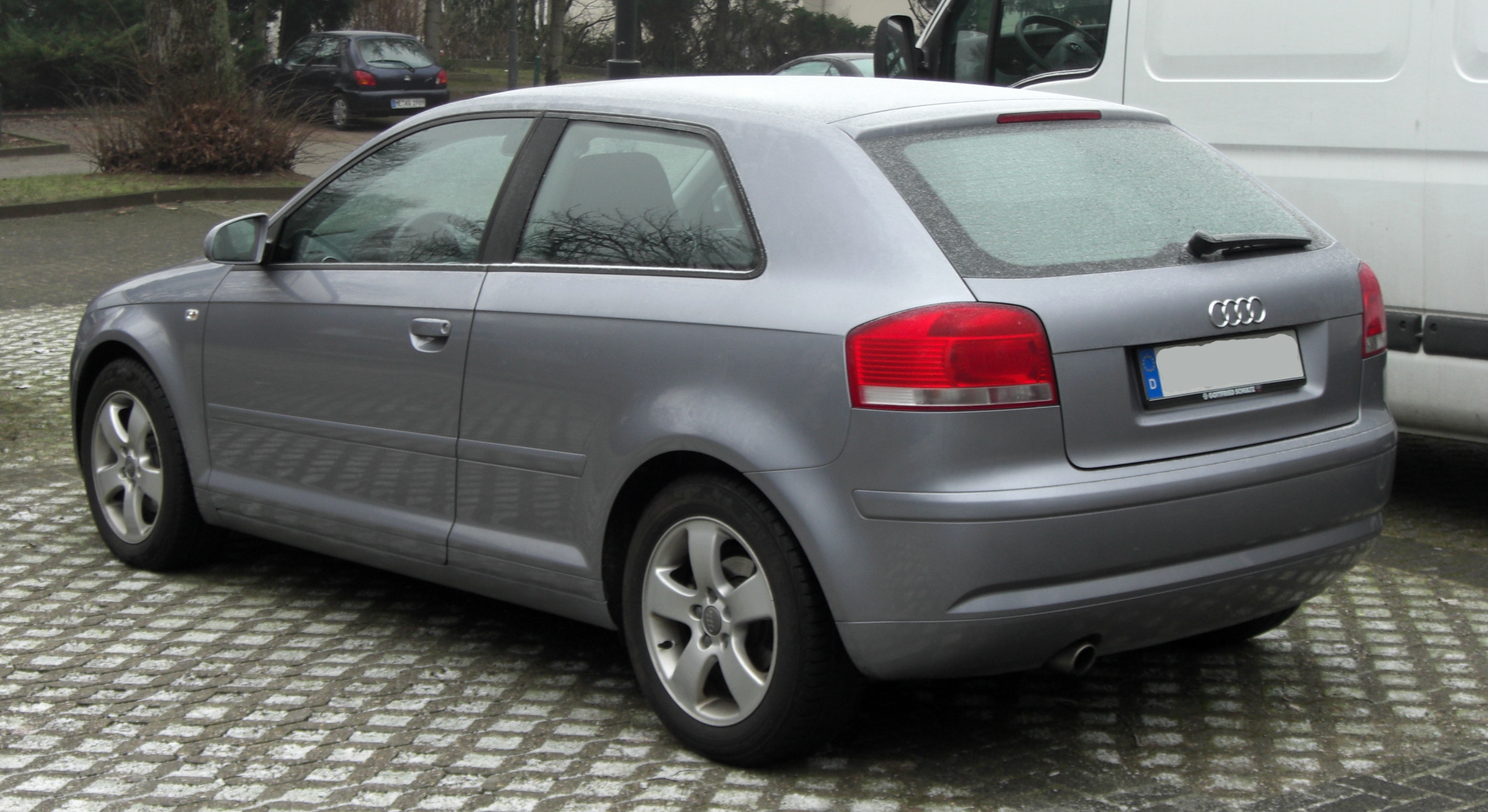
아우디 A3(전기형) 후측면

2003년에 제네바 모터쇼에서 공개된 후 출시되었다. 섀시와 엔진을 비롯한 기본적인 메커니즘은 1세대 S3와 폭스바겐 골프 5세대와 공유했다. 3도어가 먼저 선보였고, 2004년 6월에 5도어 모델이 추가되었다. 2세대부터는 5도어 모델이 스포츠백이라는 서브 네임이 붙여진다. 기존의 3도어 모델에 비해 전장이 70mm가 늘어났다. 2006년에 고성능 사양인 S3가 추가되었다. 2008년에 페이스리프트를 거치면서 아우디의 싱글프레임 그릴이 적용되었다. 또한 카브리올레가 추가되었다. 카브리올레의 경우 기존의 3도어와 유사하게 투-박스 형태로 디자인되었다. 대한민국에서는 1세대 수입 중단 이후 한동안 수입이 되지 않았다가 2008년에서야 5도어 해치백 버전이 GTI에 달리는 2.0리터 DOHC 가솔린 터보 엔진을 장착하여 2세대를 통해 수입이 재개되었다.

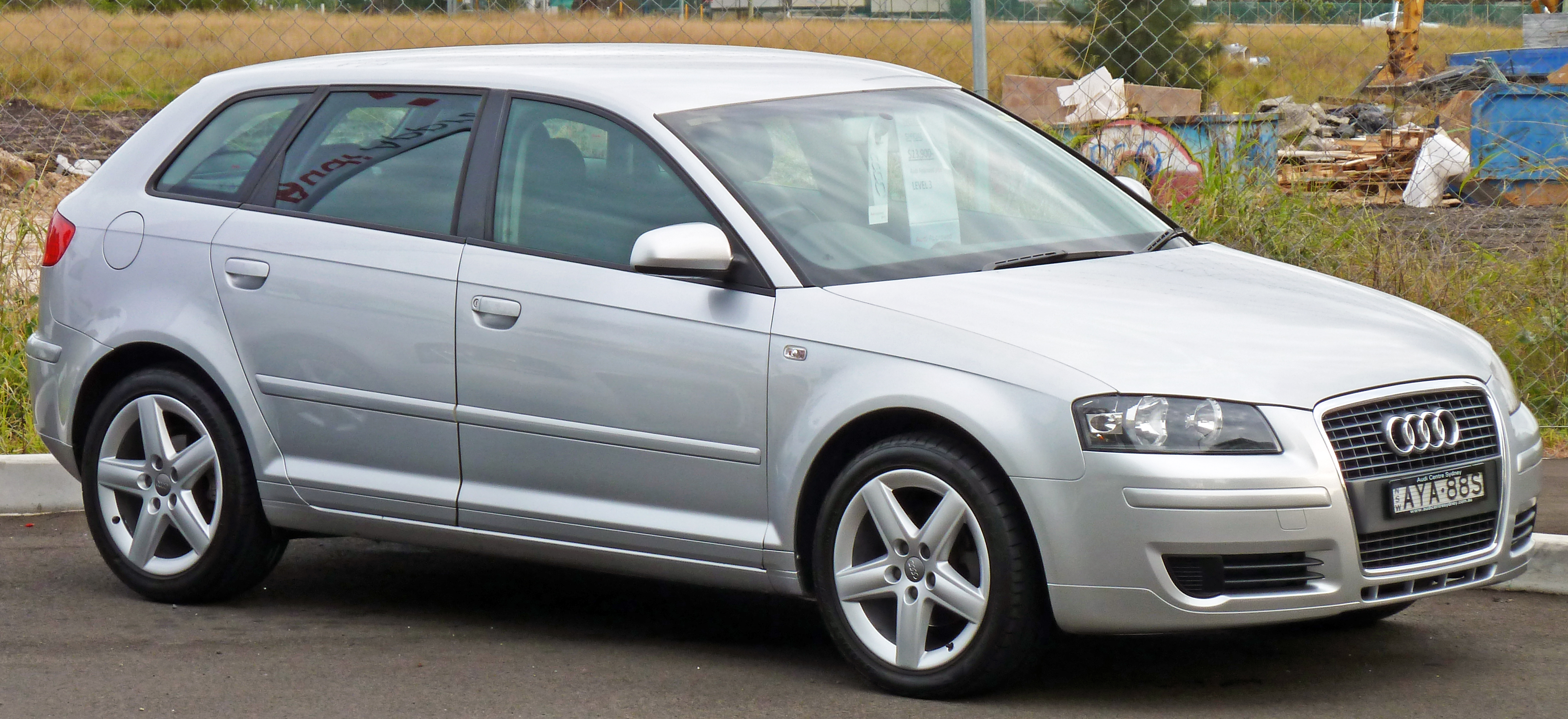
아우디 A3 스포츠백(전기형) 정측면
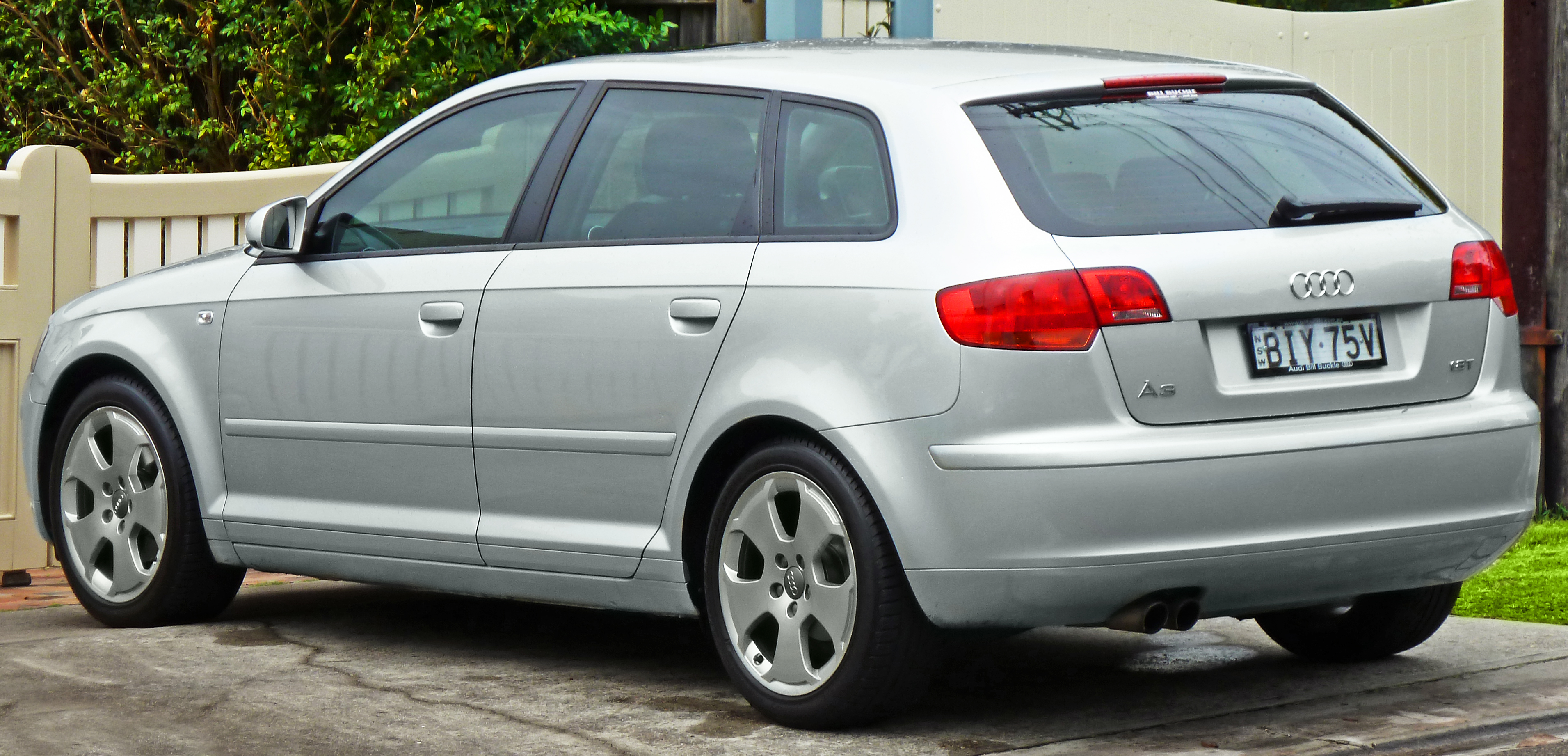
아우디 A3 스포츠백(전기형) 후측면
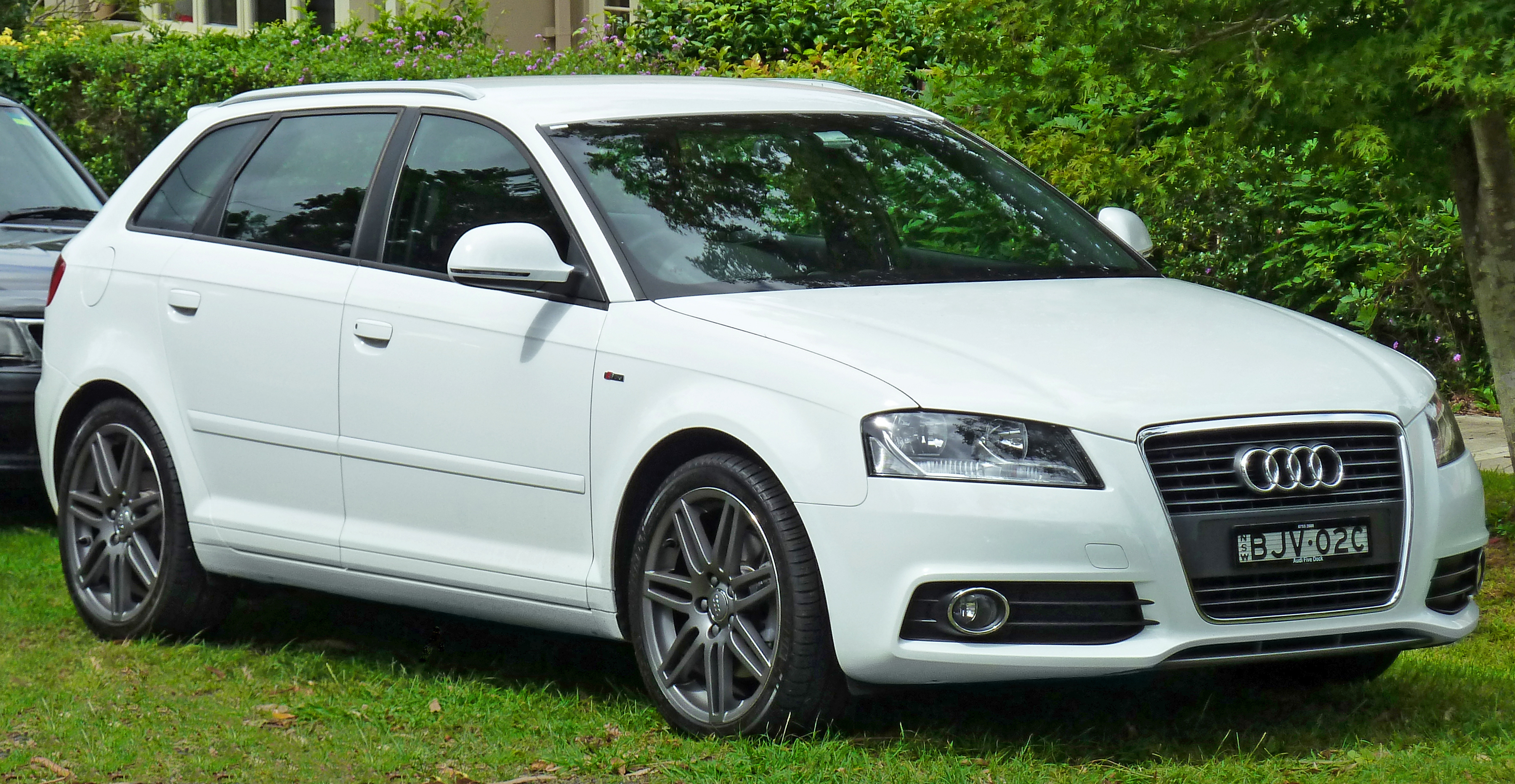
아우디 A3 스포츠백(후기형) 정측면
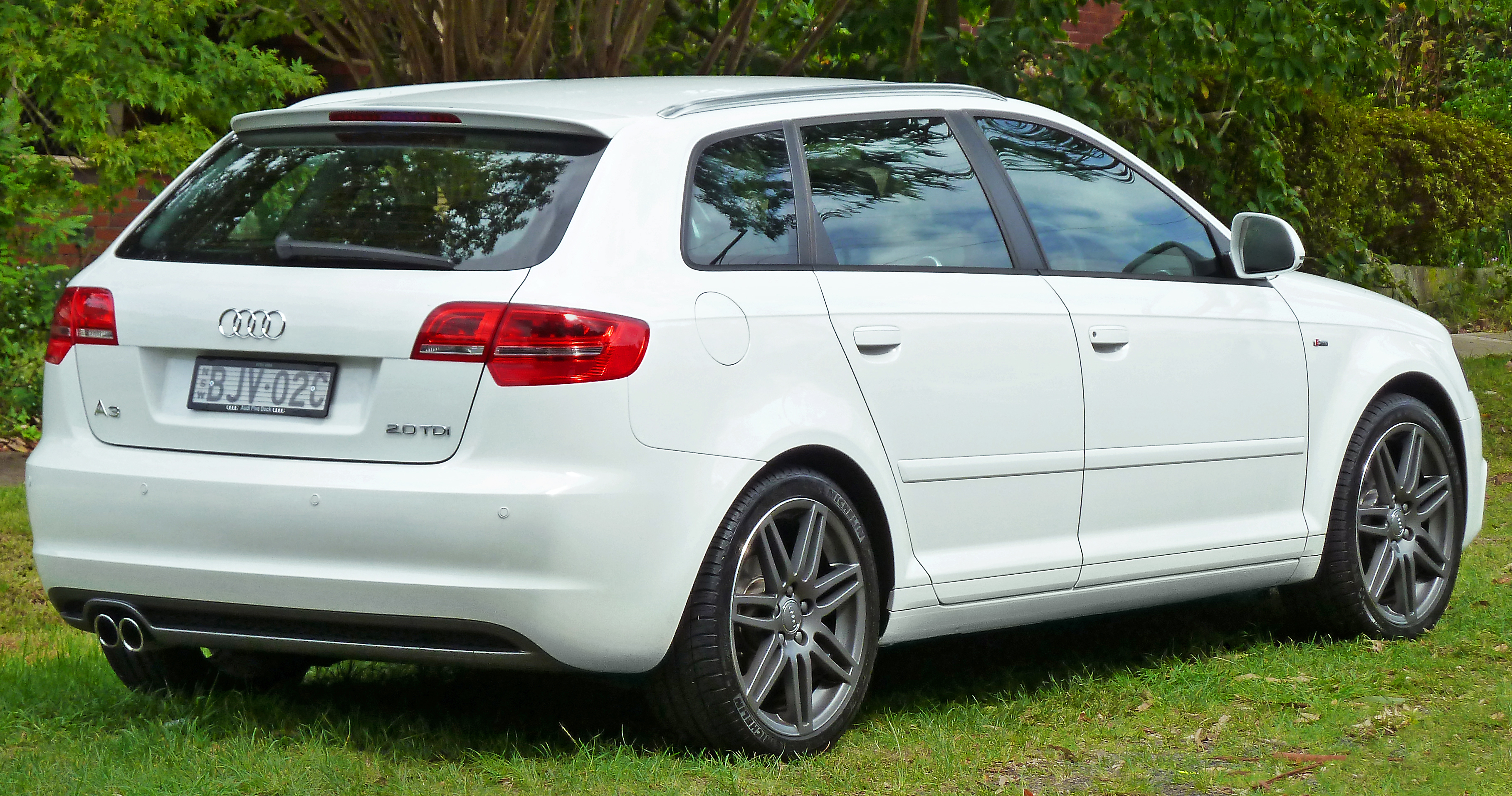
아우디 A3 스포츠백(후기형) 후측면
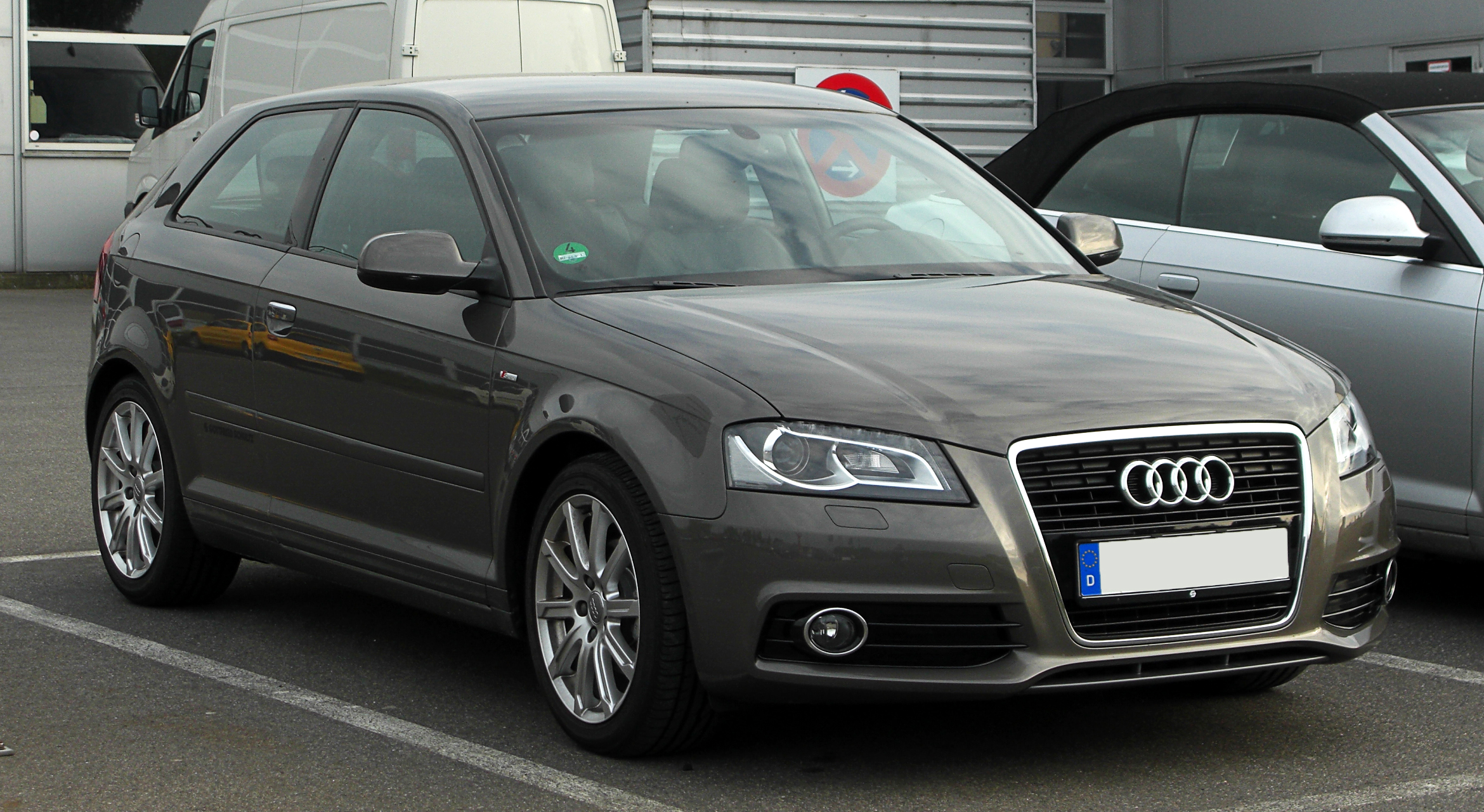
아우디 A3(후기형) 정측면
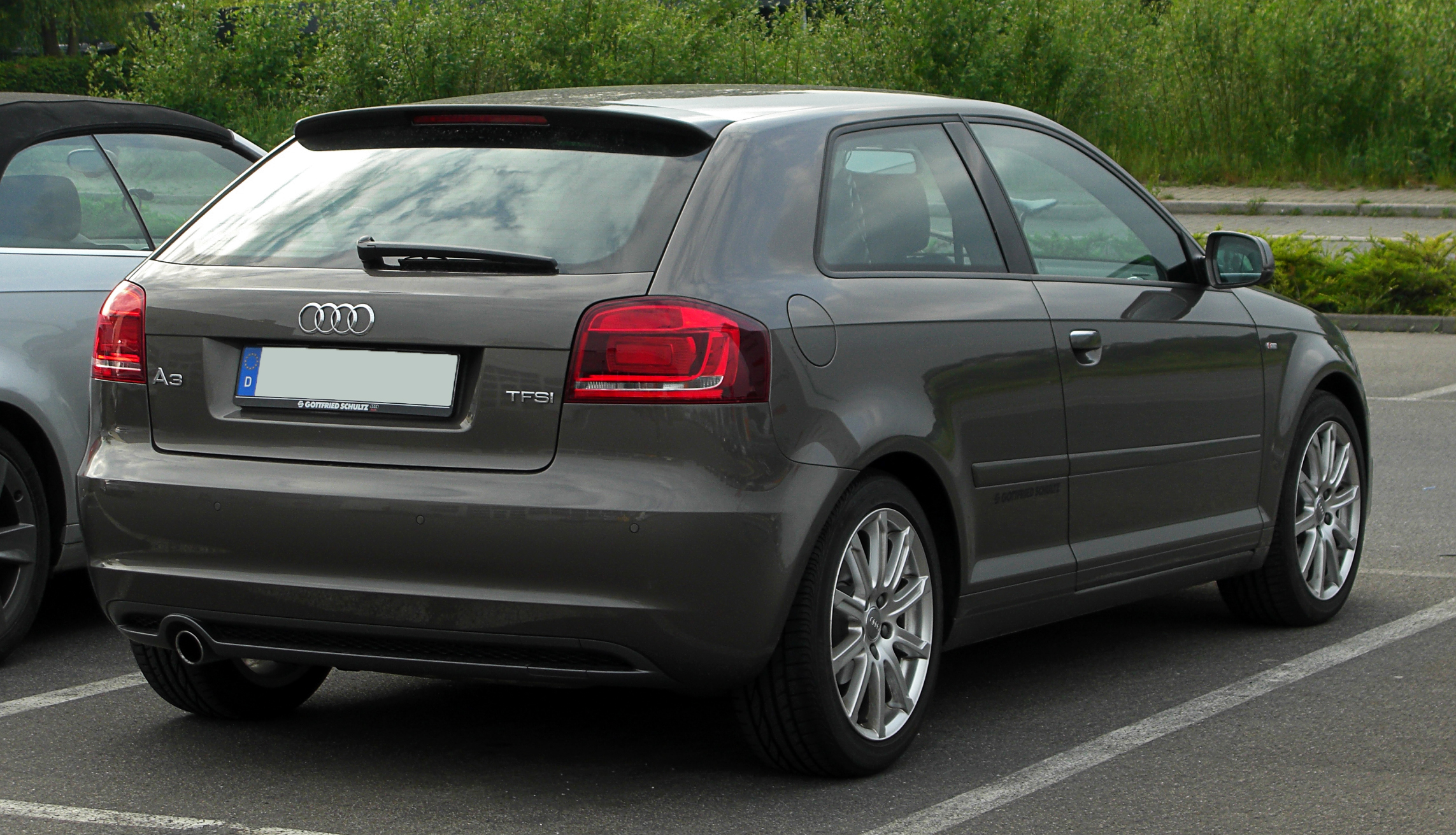
아우디 A3(후기형) 후측면
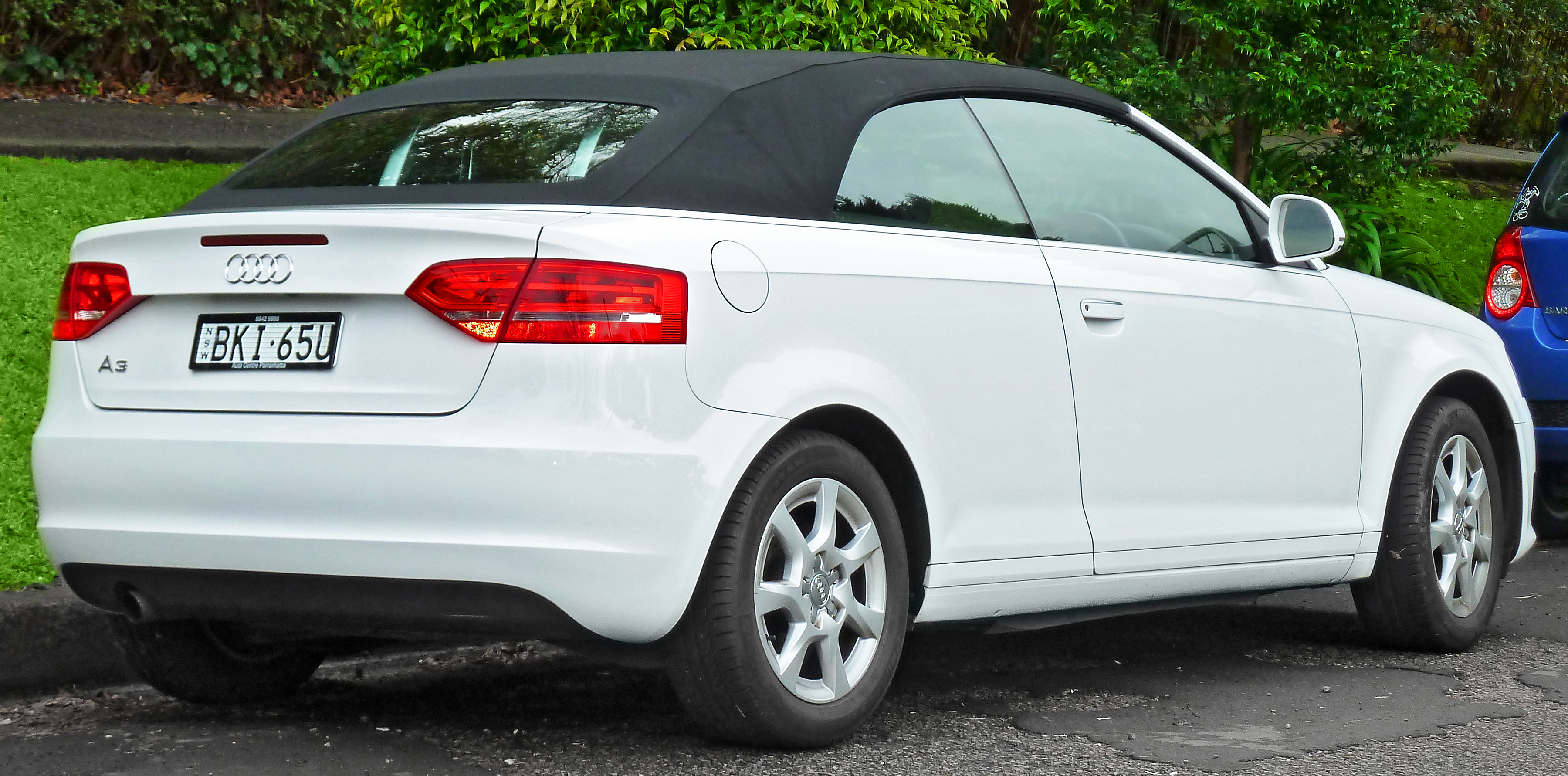
아우디 A3 카브리올레 후측면
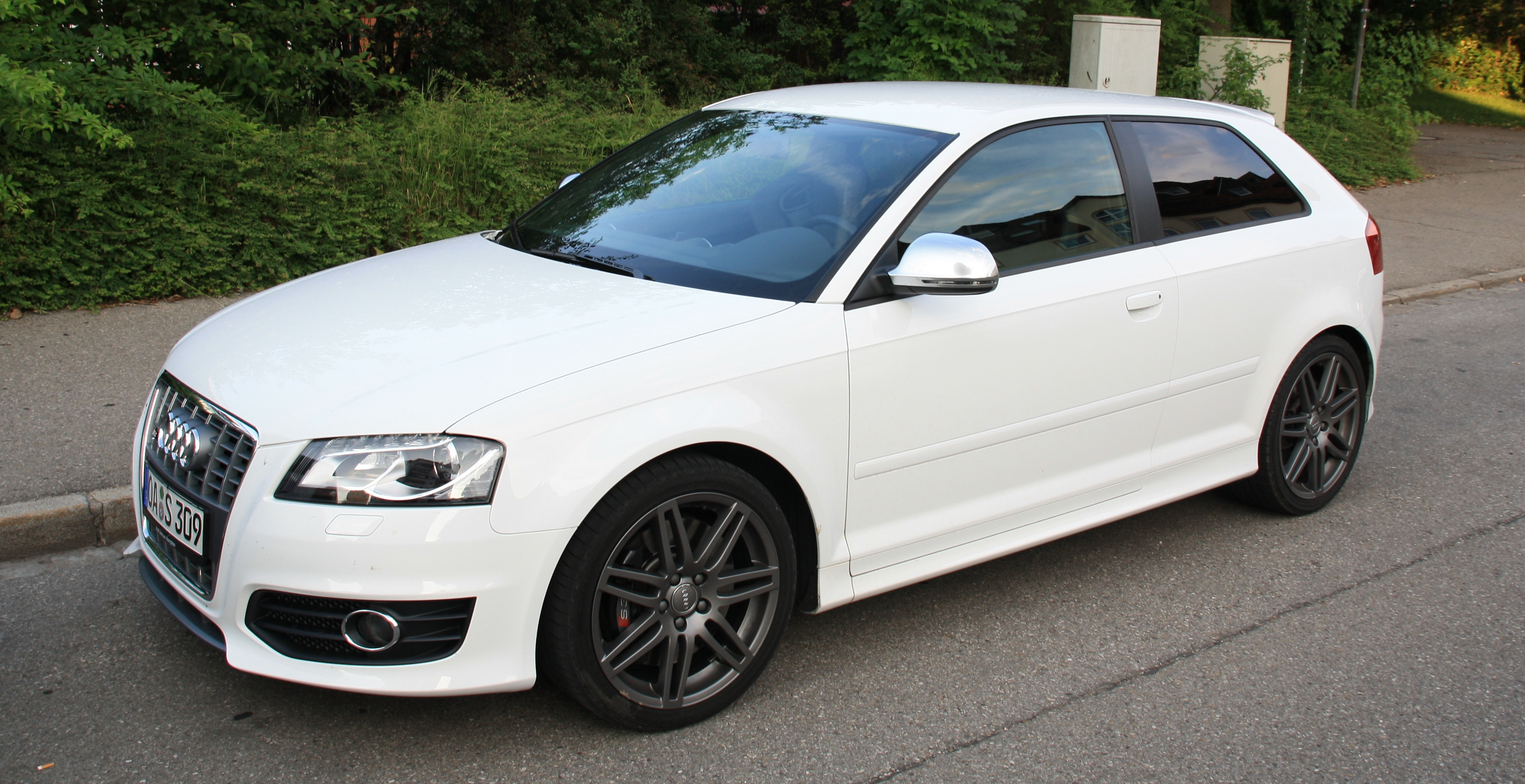
아우디 S3(전기형) 정측면
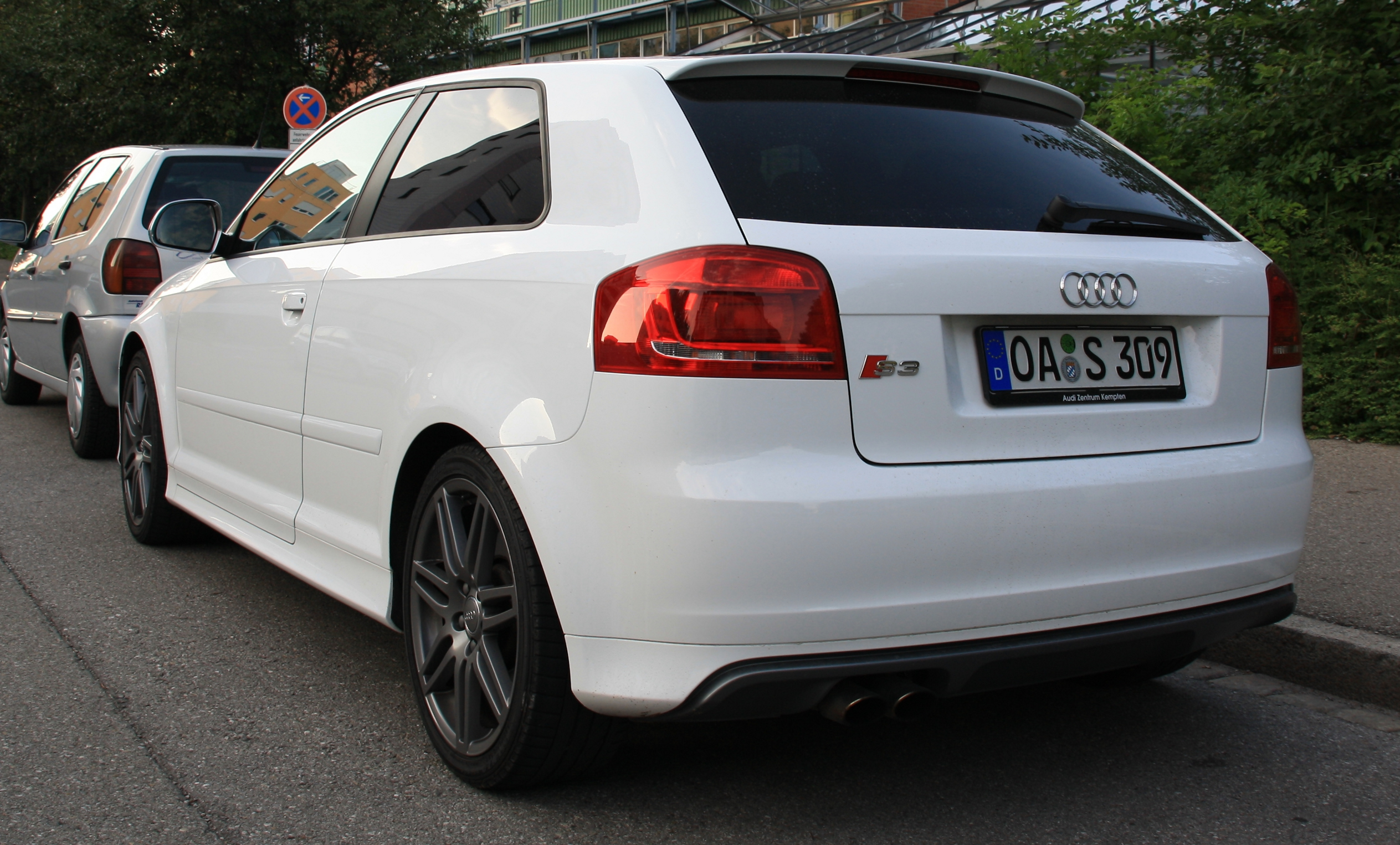
아우디 S3(전기형) 후측면
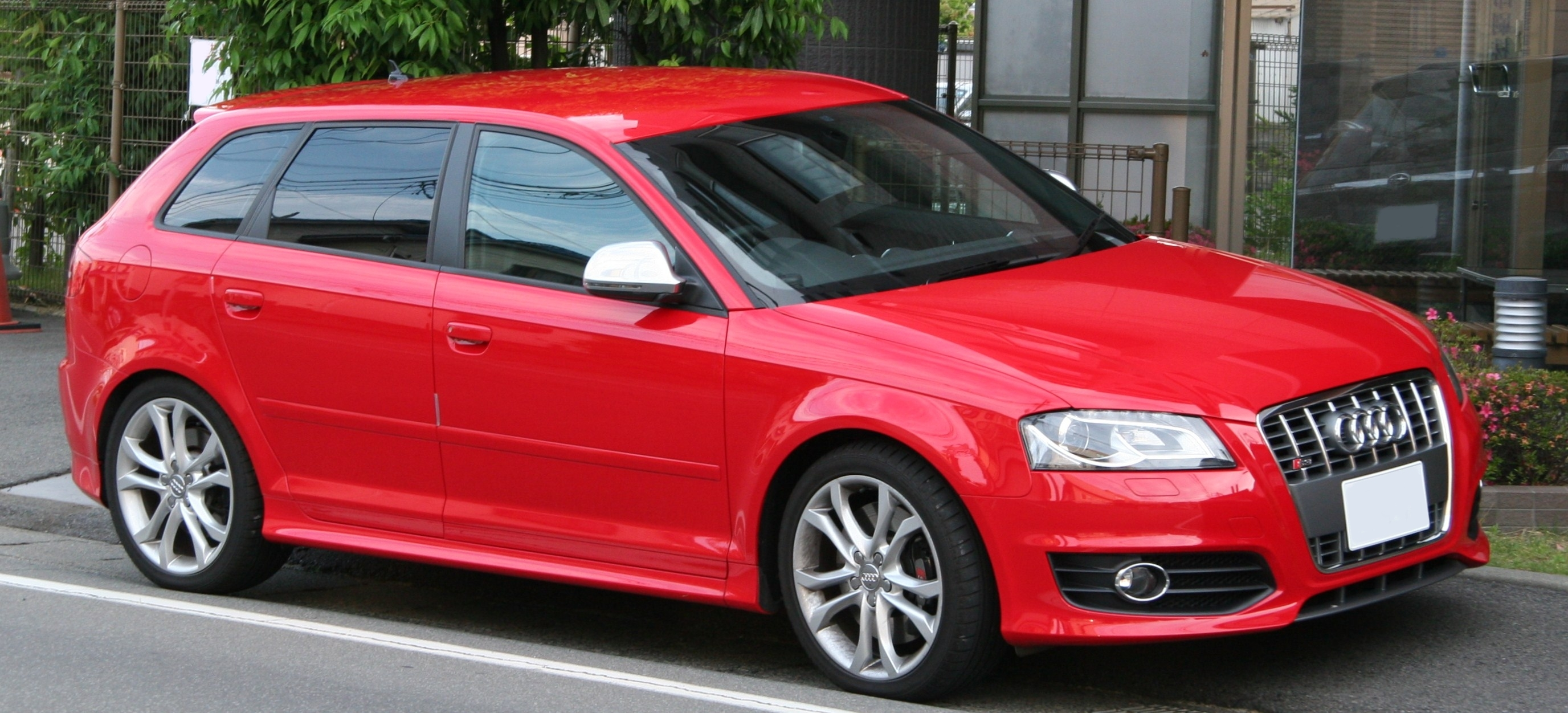
아우디 S3 스포츠백(후기형) 정측면
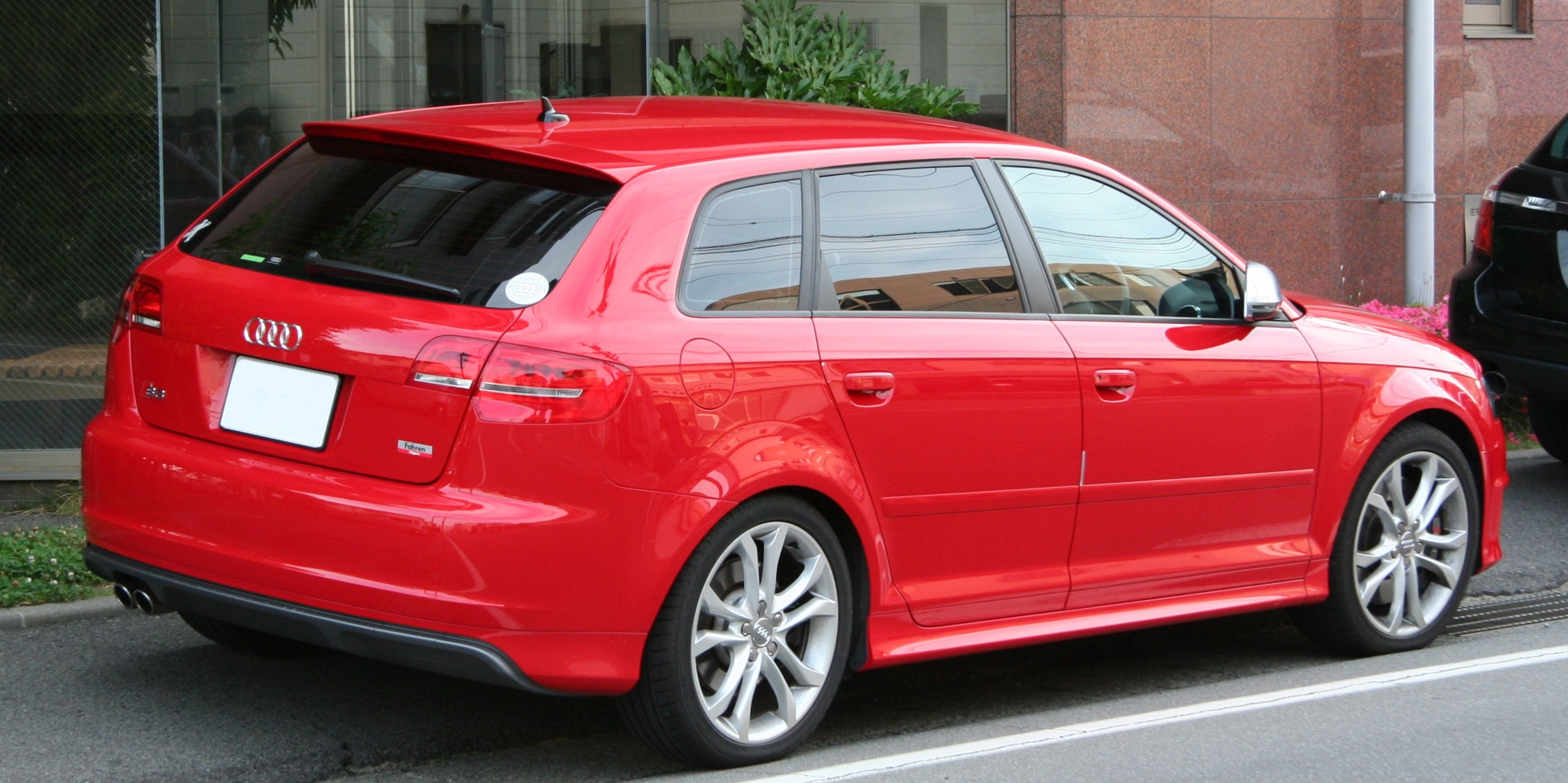
아우디 S3 스포츠백(후기형) 후측면

## 3세대(8V)

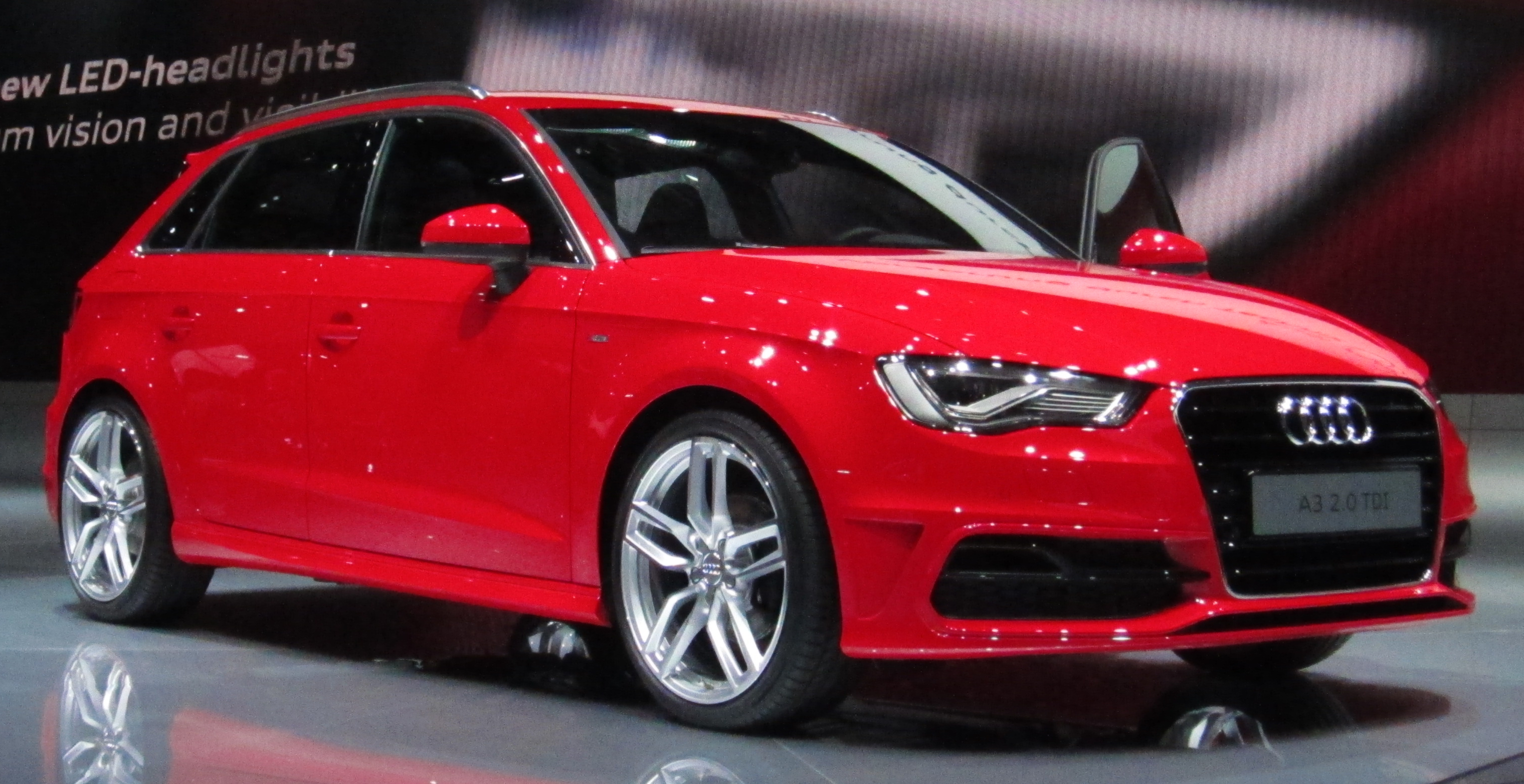
아우디 A3 스포츠백(전기형) 정측면

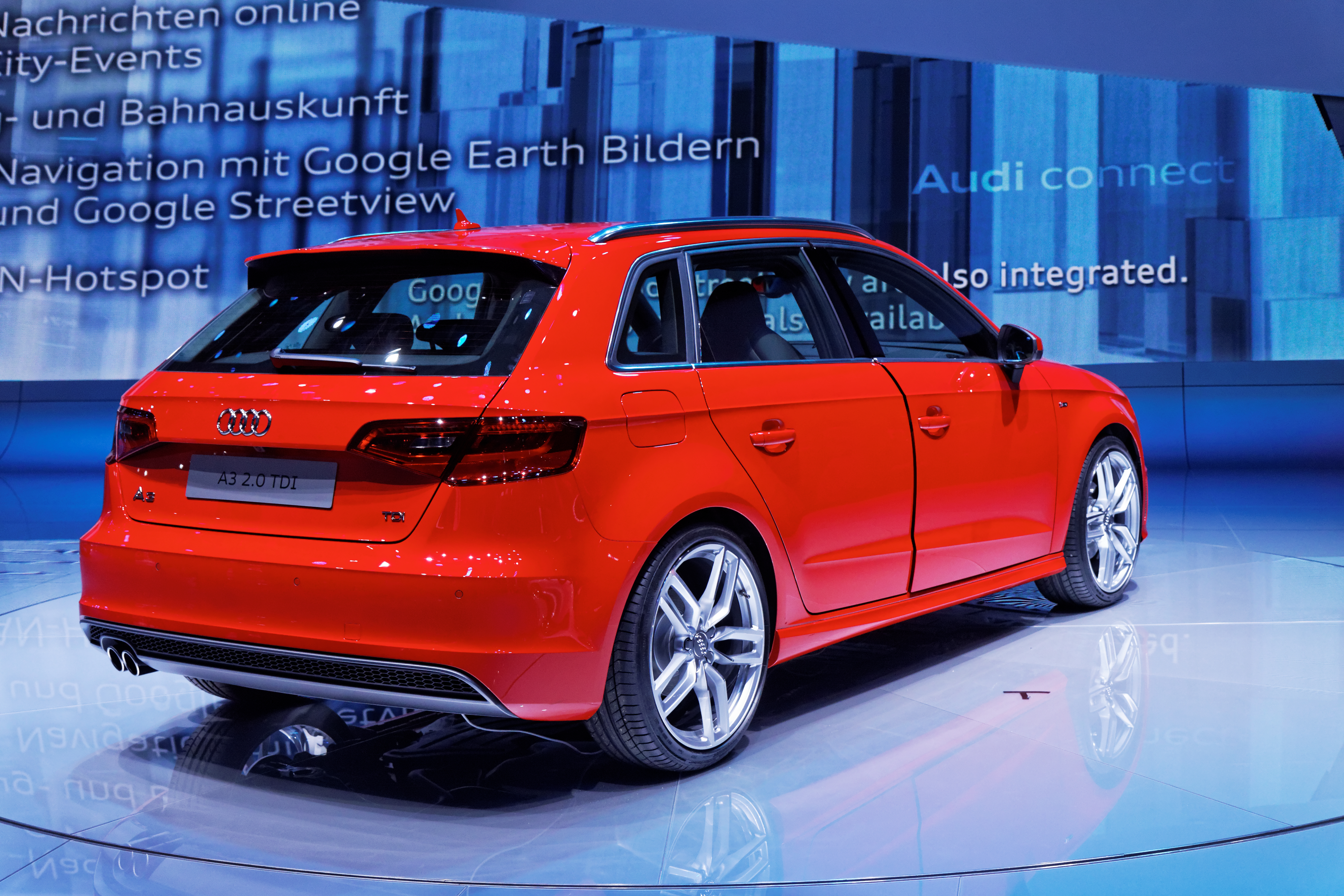
아우디 A3 스포츠백(전기형) 후측면

2012년 3월에 제네바 모터쇼를 통해 공개되었고, 동년 9월에 정식 출시되었다. 장비인 MMI가 기본으로 장착되어 사이드 브레이크는 전자화되었다. 바디는 2세대에 비해 다소 커지고, 휠베이스도 60mm 확대되어 실내 및 뒷좌석 공간이 넓어졌다. 그러나 오버행을 절약했기 때문에 길이 증가는 35mm에 그쳤다. 또한 기본 골격은 모듈 플랫폼인 MQB(Modulen Quer Baukasten)를 폭스바겐 골프 7세대에 이어 채용되었다. 3도어가 먼저 선보였고, 2013년에 스포트백, 고성능 사양인 S3와 컨버터블이 선보였으며, 역대 A3 중 최초로 세단도 추가되었다. S3는 골프 R과 터보 엔진, 변속기 등 주요 구동계를 공유했다. 2014년 12월에는 S3의 초고성능 모델인 RS3가 선보였는데, 이 모델은 직렬 5기통 2.5 트윈터보로 400마력을 낸다. 2016년 4월에 페이스리프트를 거쳤다.

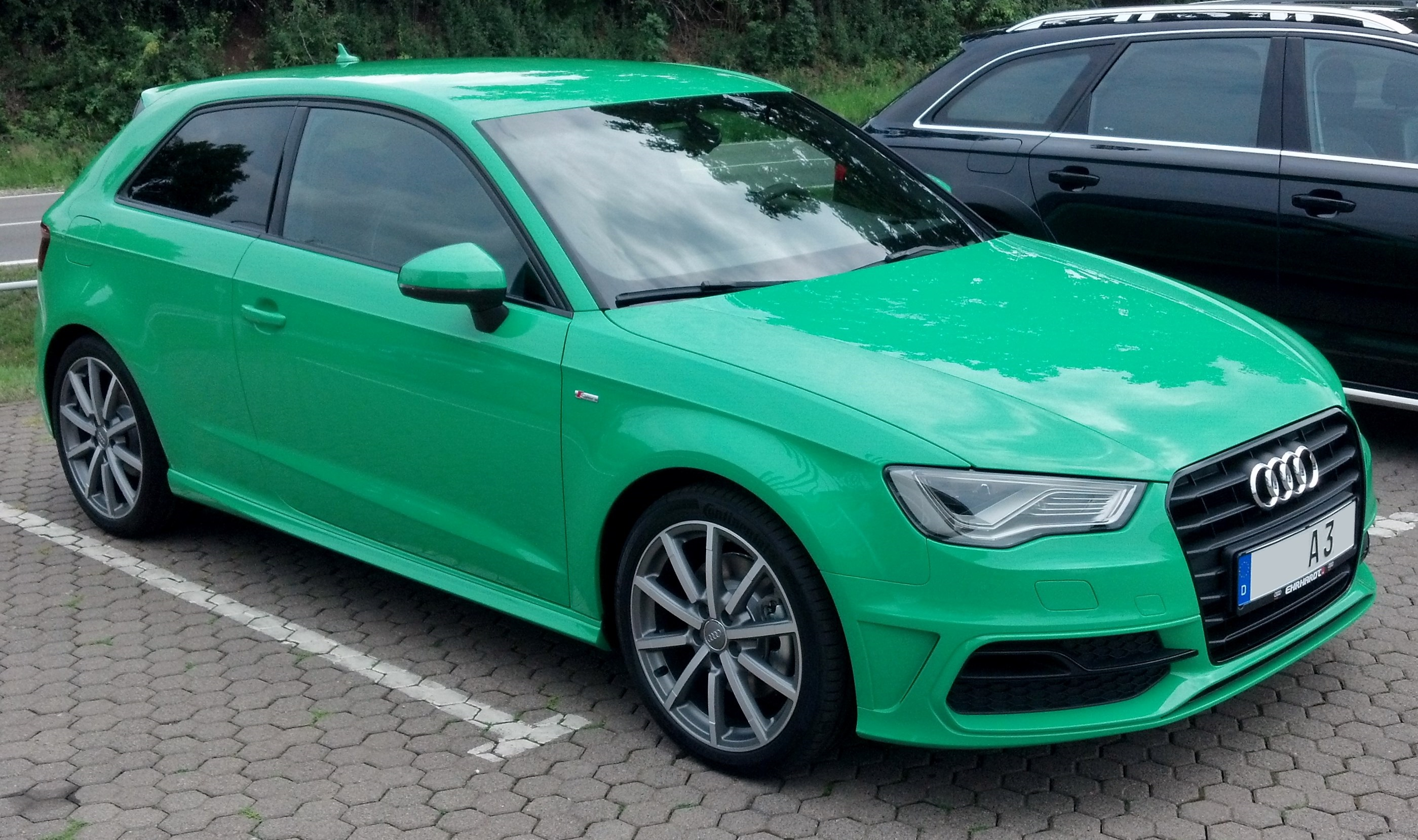
아우디 A3(전기형) 정측면
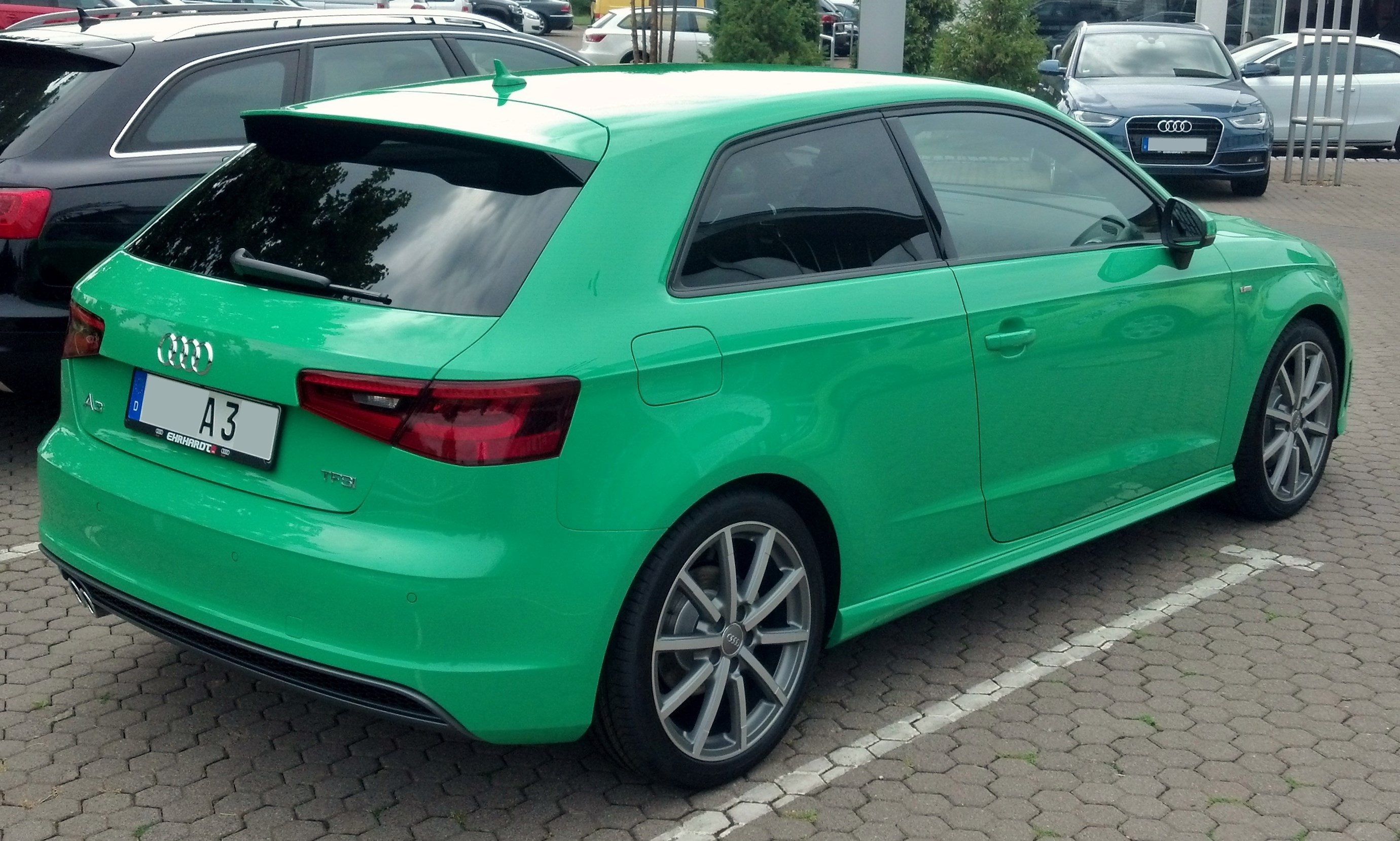
아우디 A3(전기형) 후측면
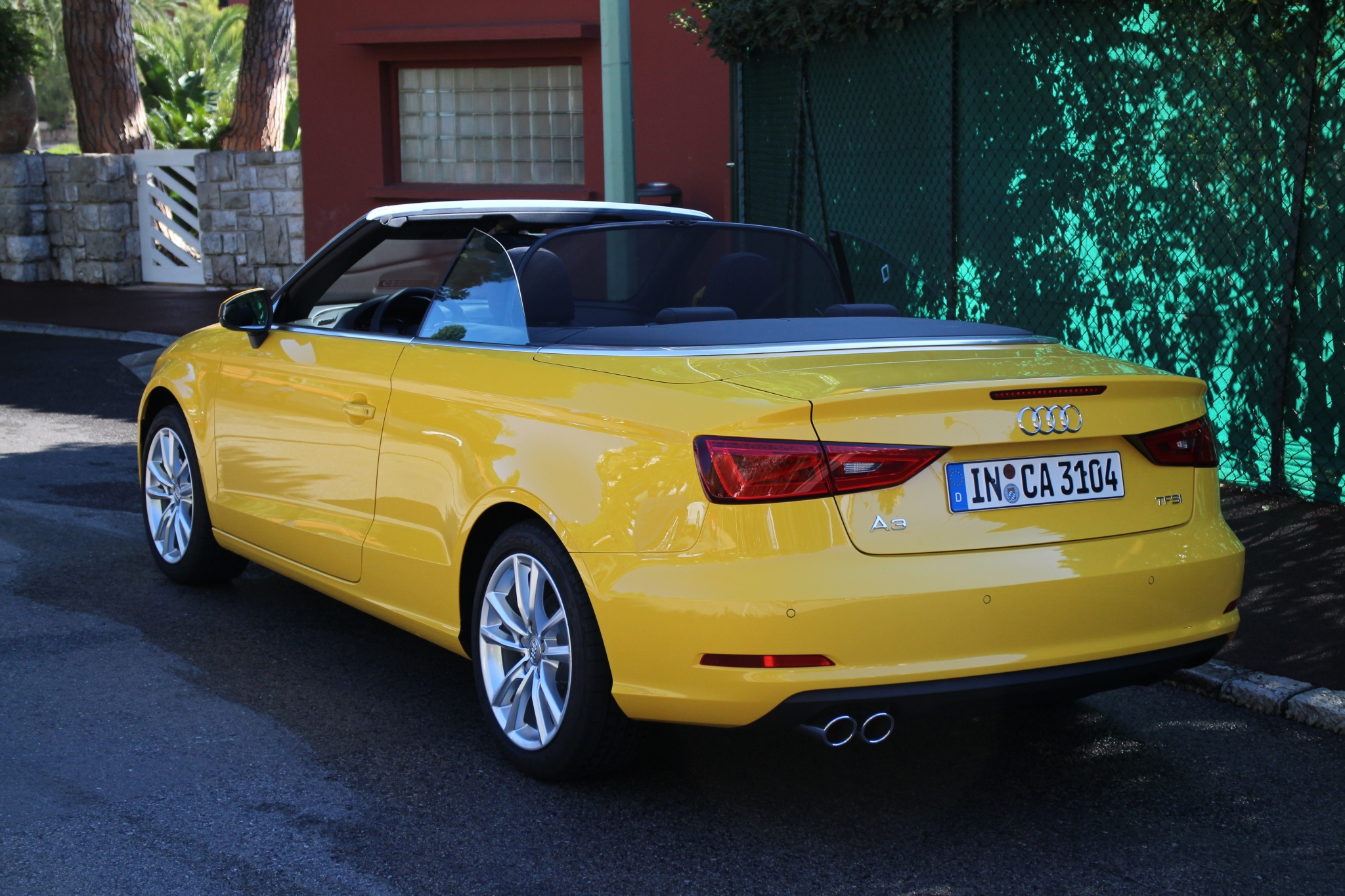
아우디 A3 카브리올레(전기형) 후측면
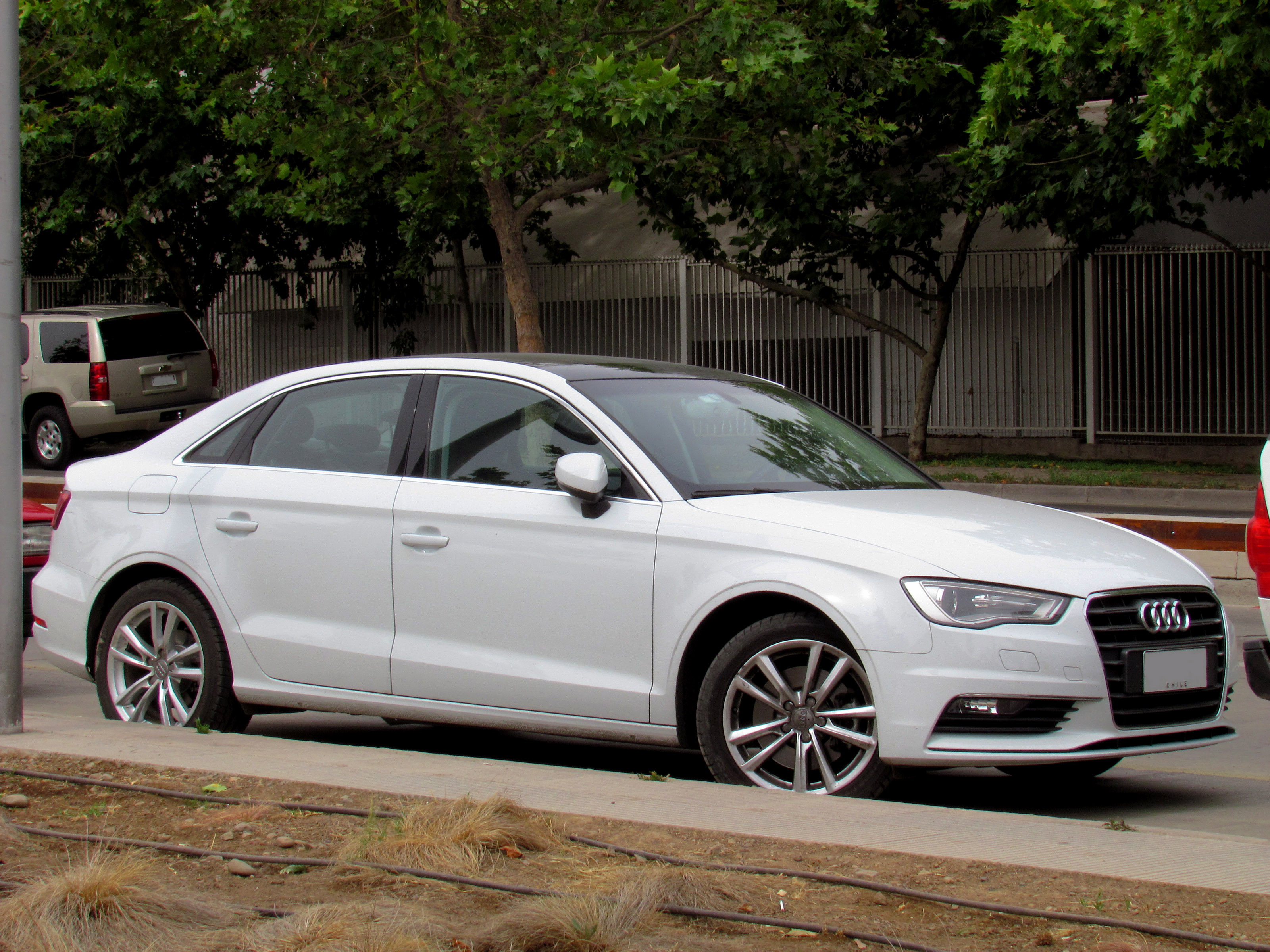
아우디 A3 세단(전기형) 정측면
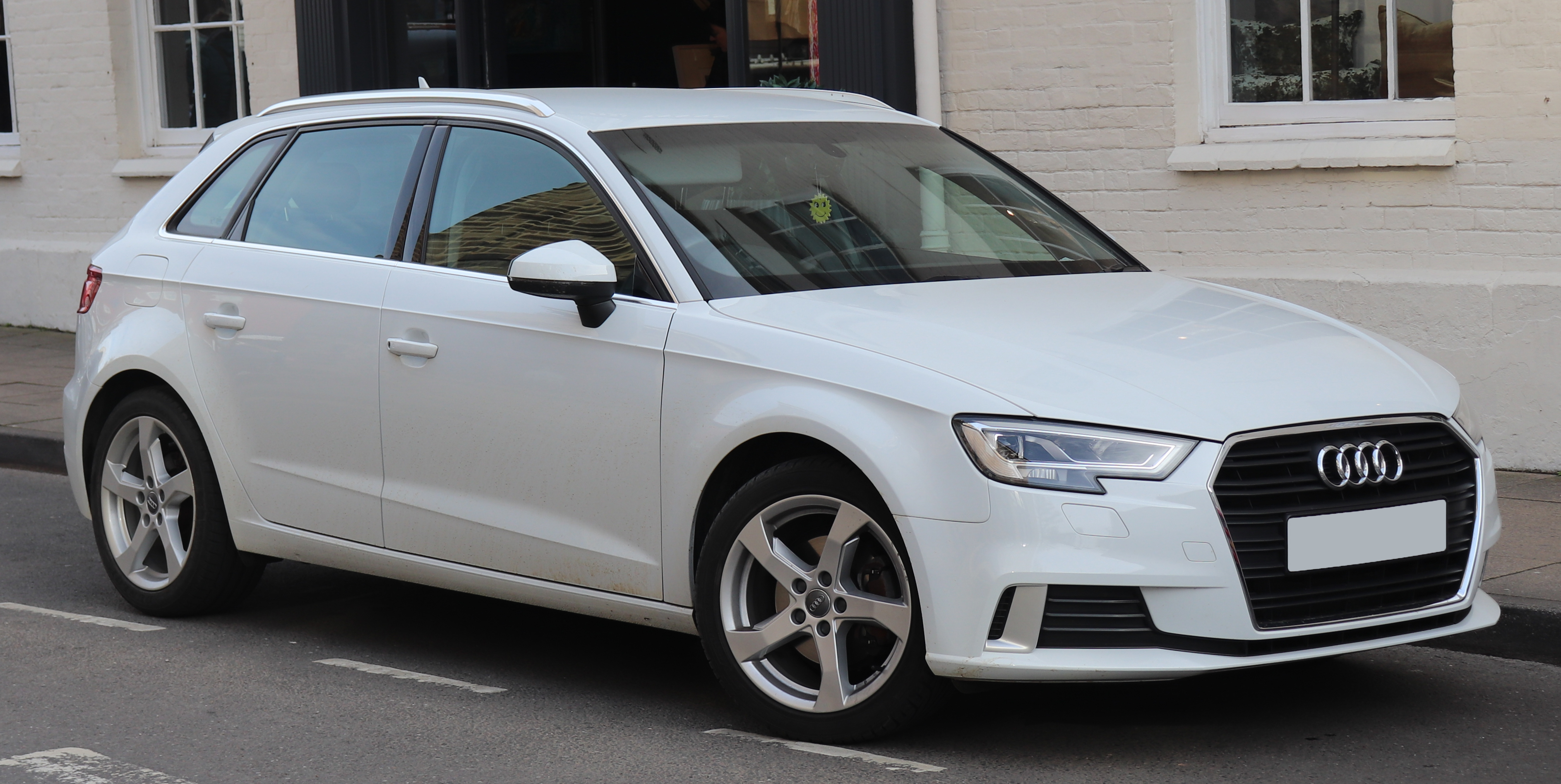
아우디 A3 스포츠백(후기형) 정측면
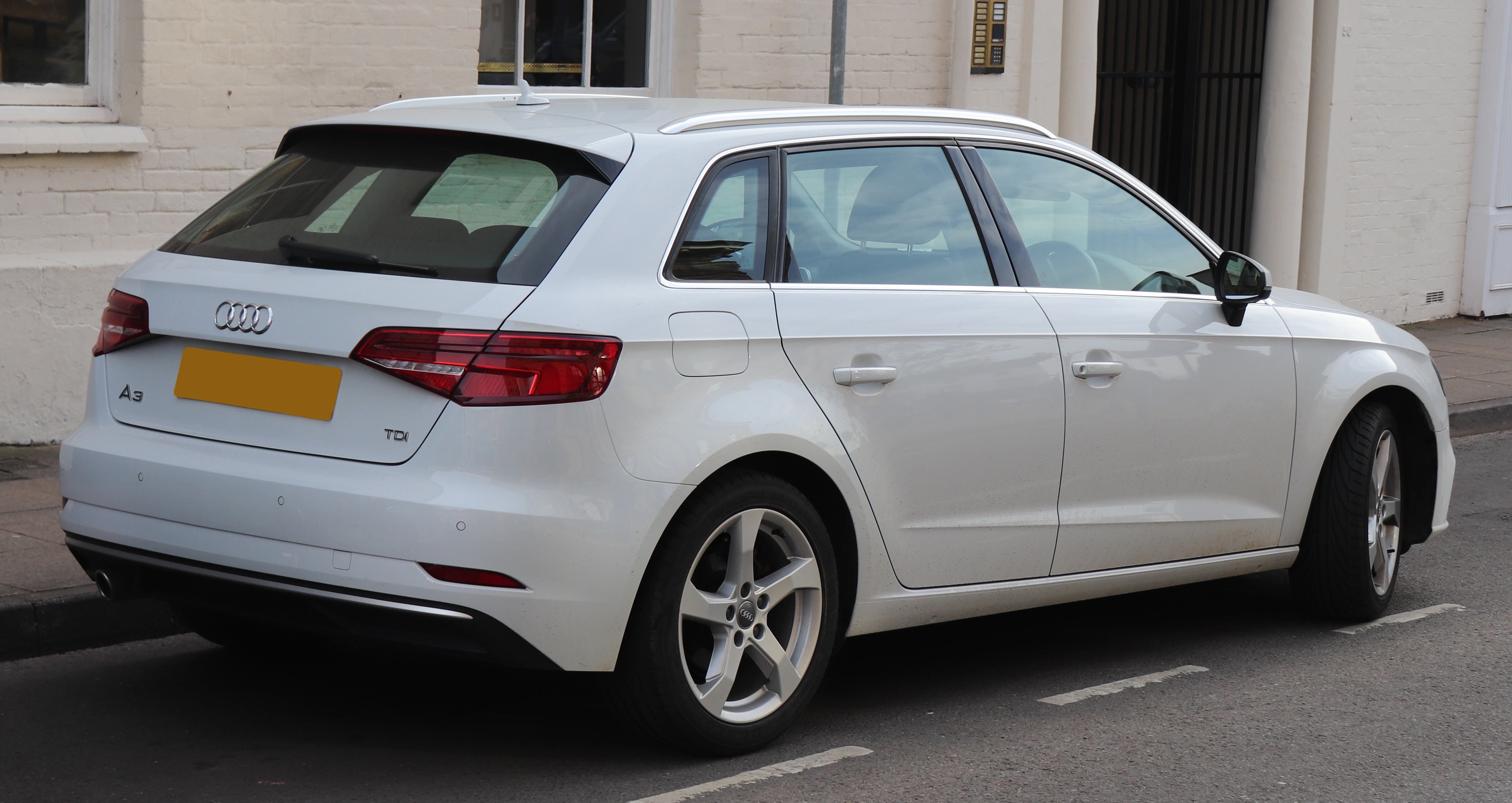
아우디 A3 스포츠백(후기형) 후측면
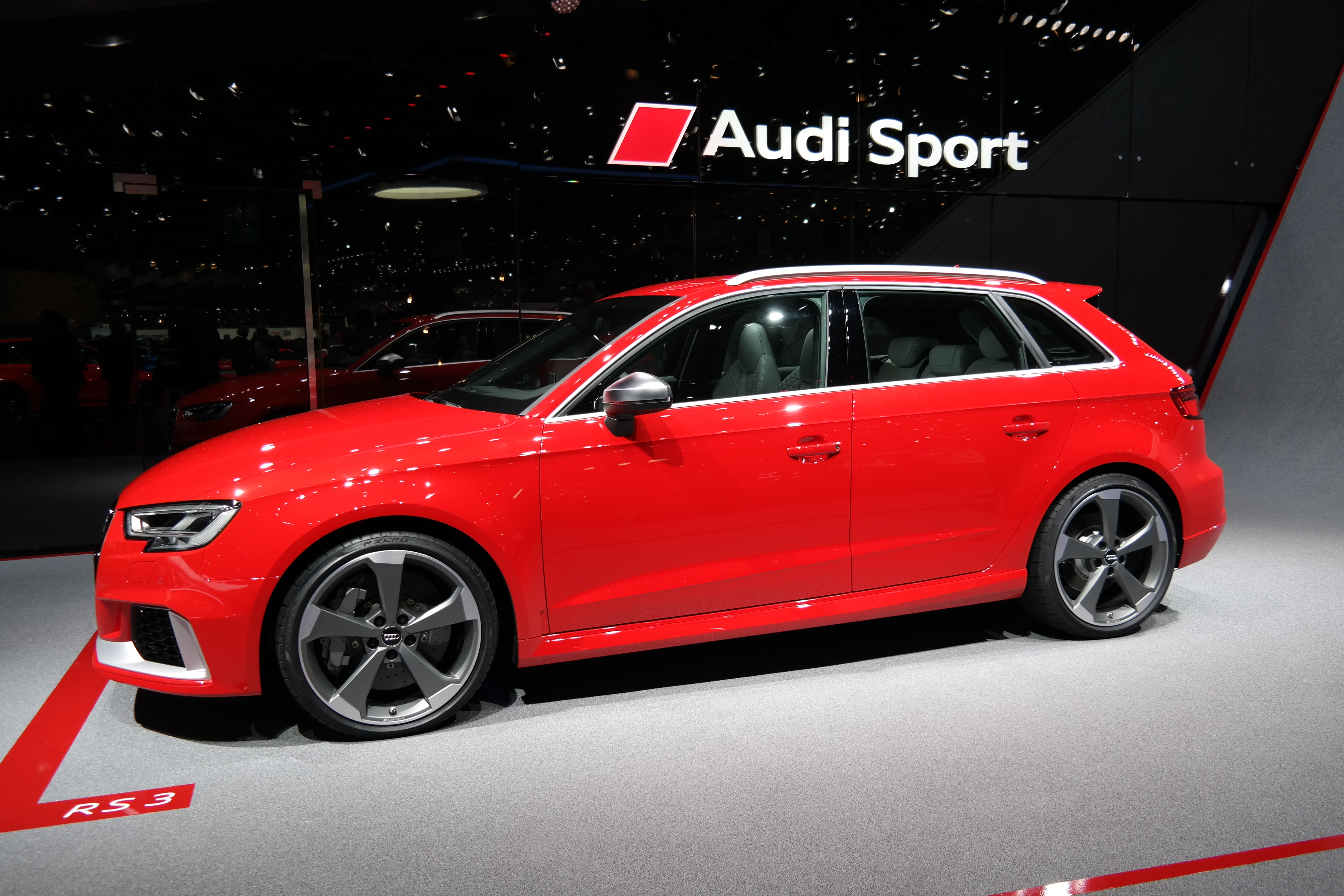
아우디 RS3 스포츠백(후기형) 측면
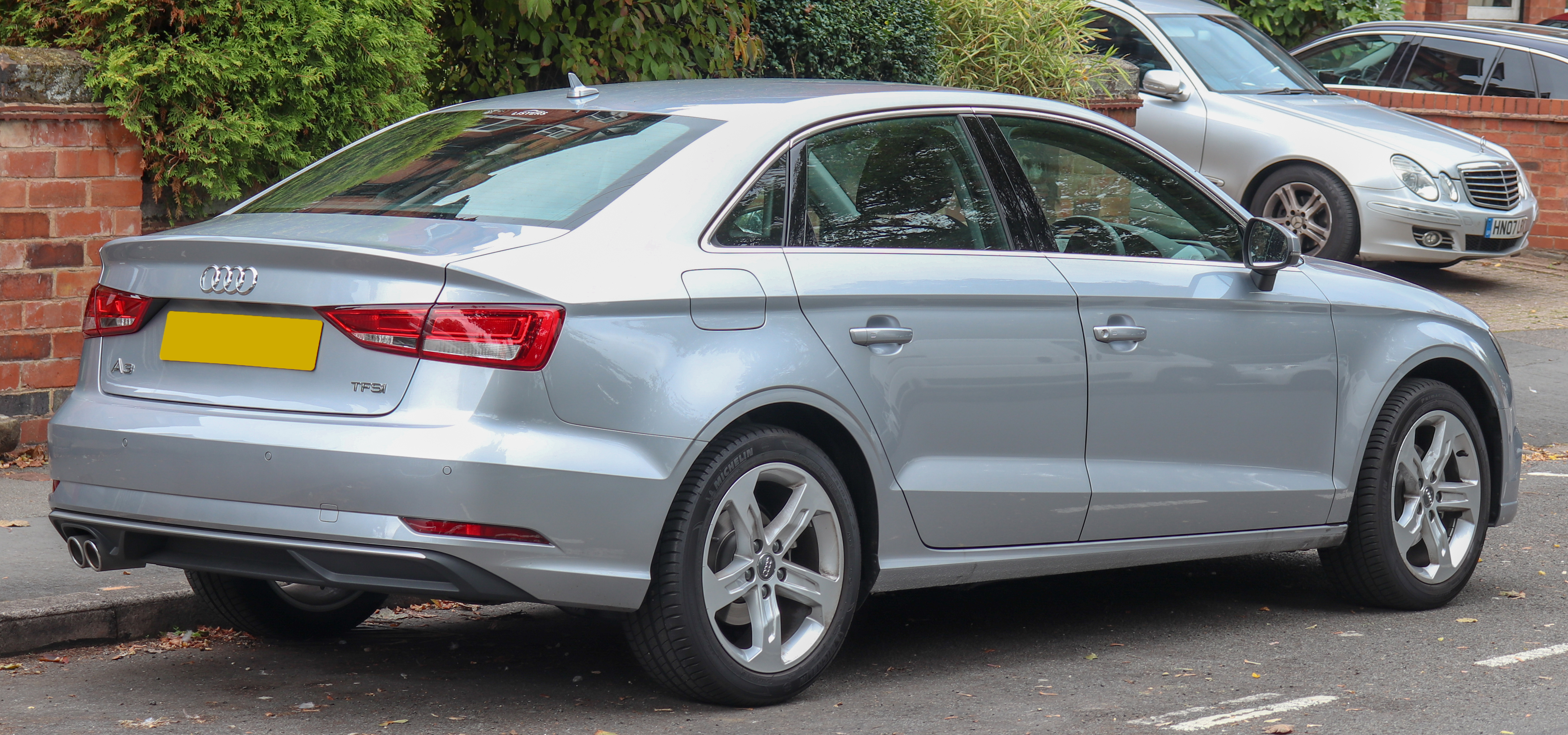
아우디 A3 세단(후기형) 정측면
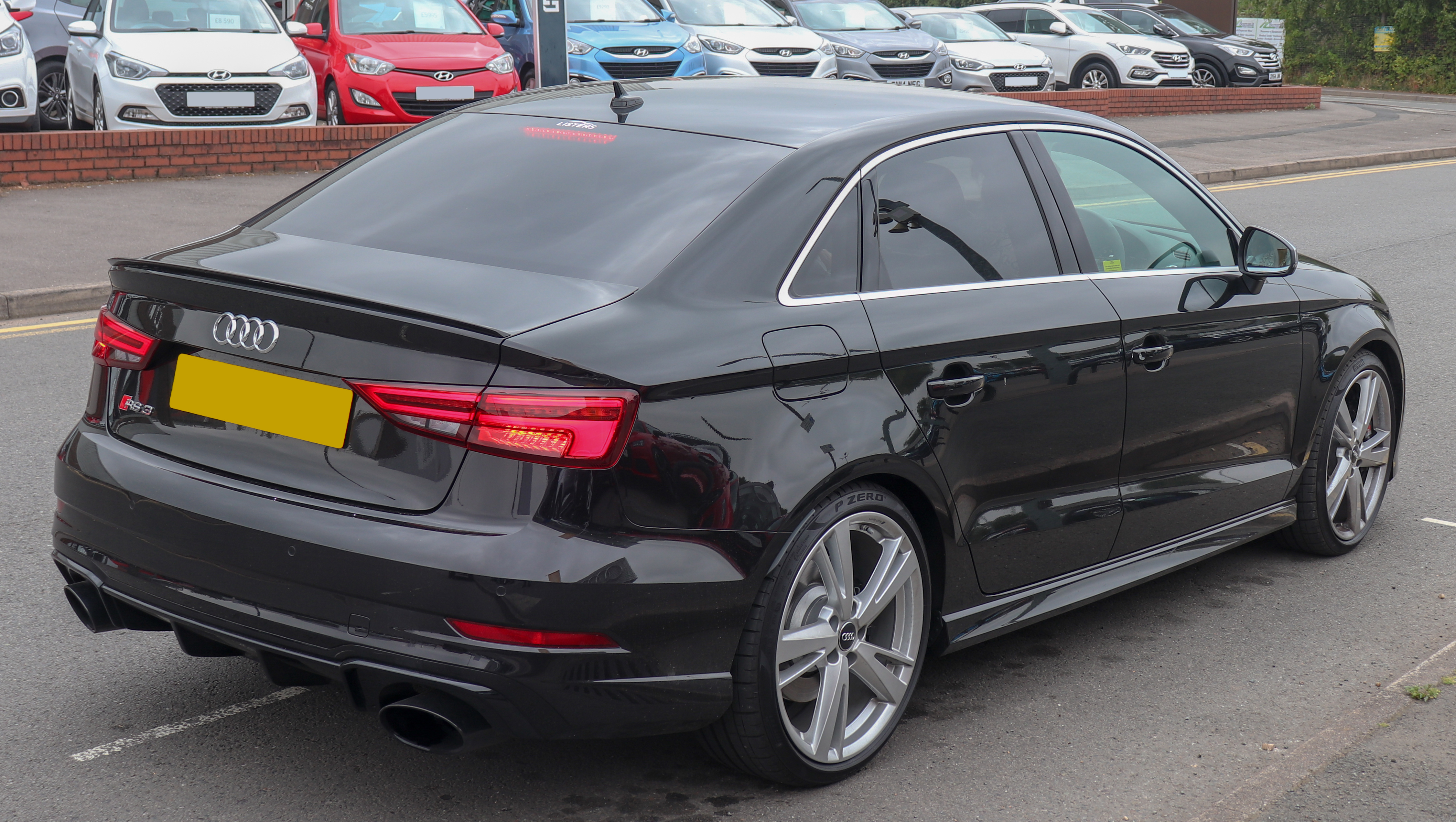
아우디 RS3 세단(후기형) 정측면

## 4세대

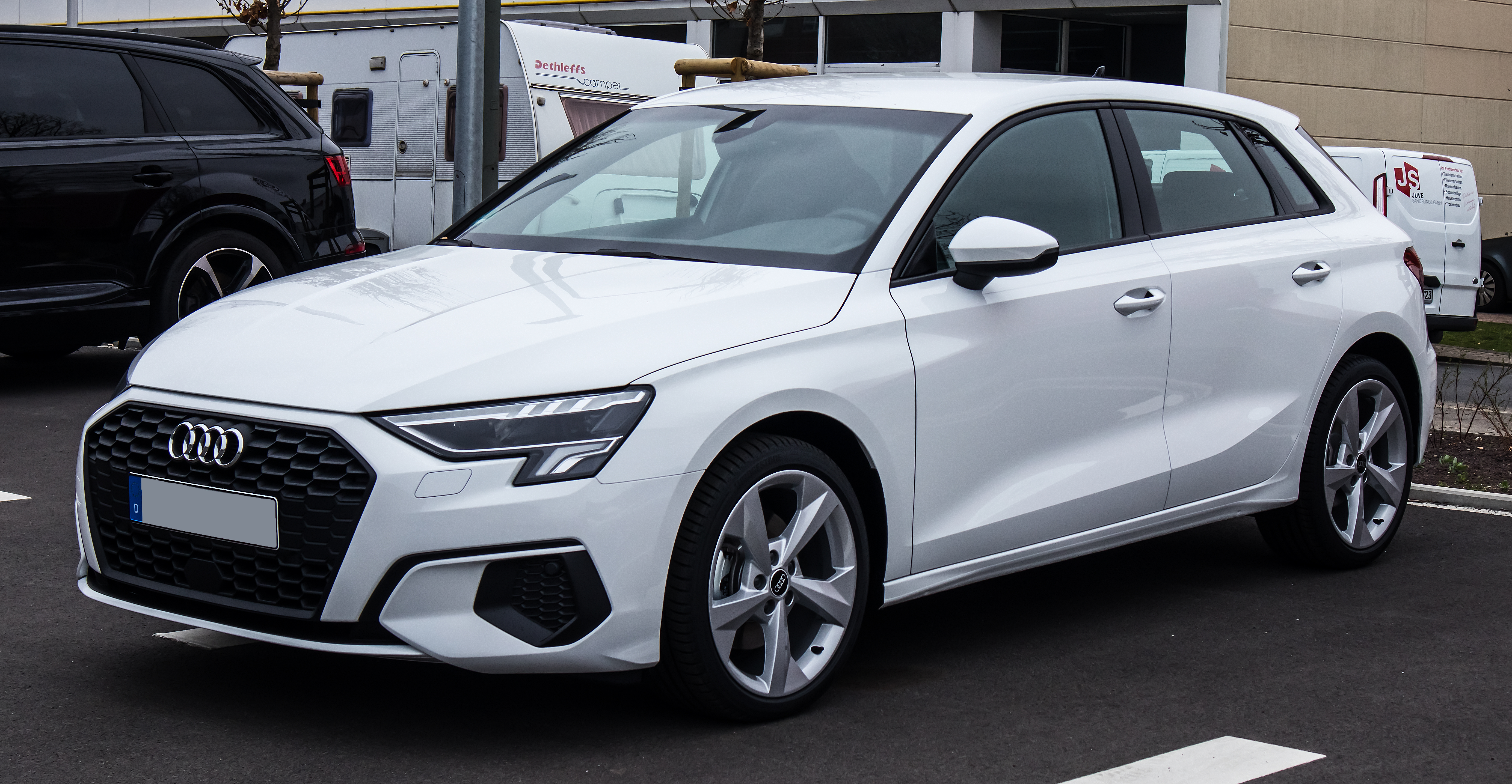
A3 스포트백 전면부

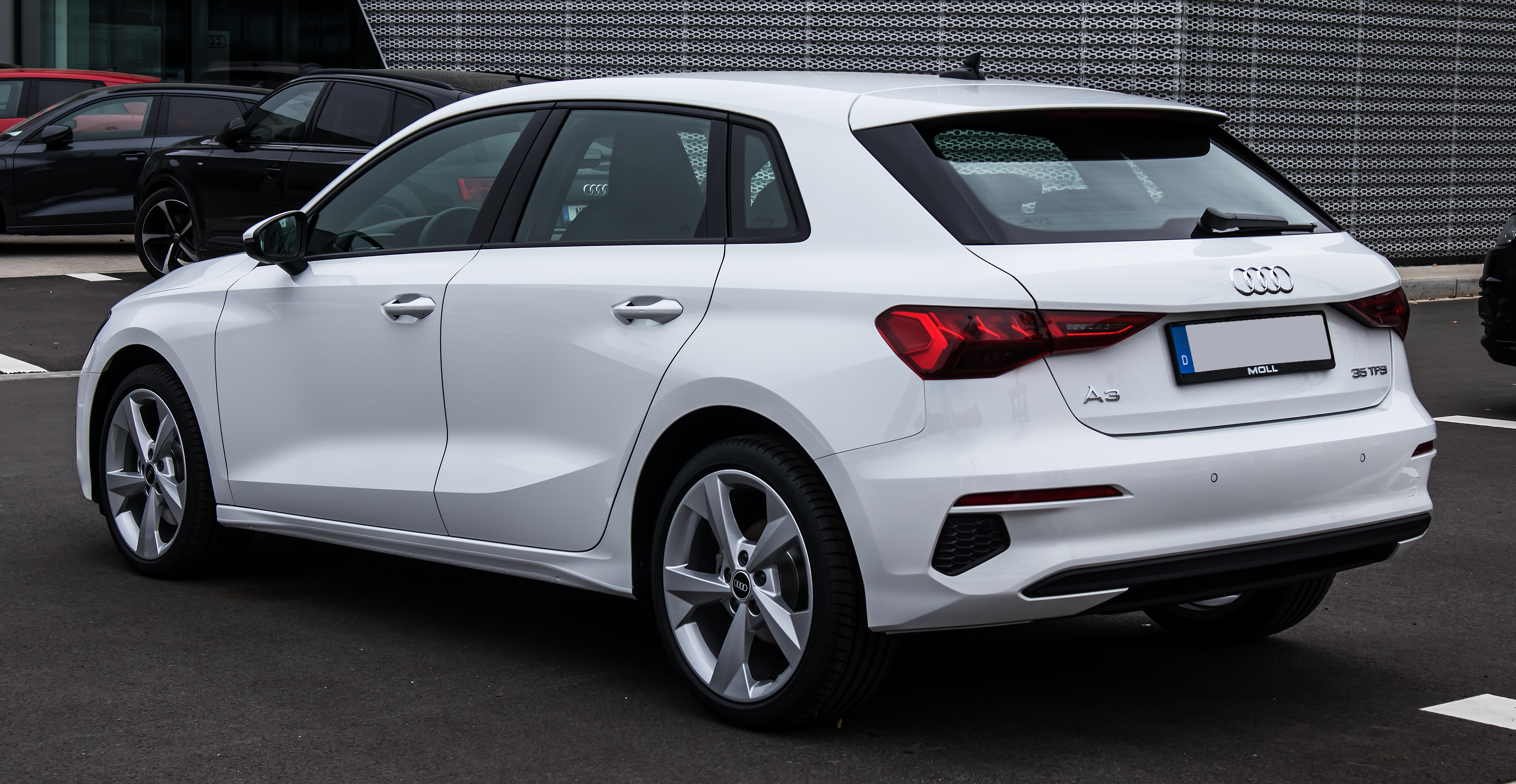
A3 스포트백 후면부

2020년에 공개되었다. 기존의 라인업이 대거 정리되어 5도어 해치백과 4도어 세단만 남게 되었다.

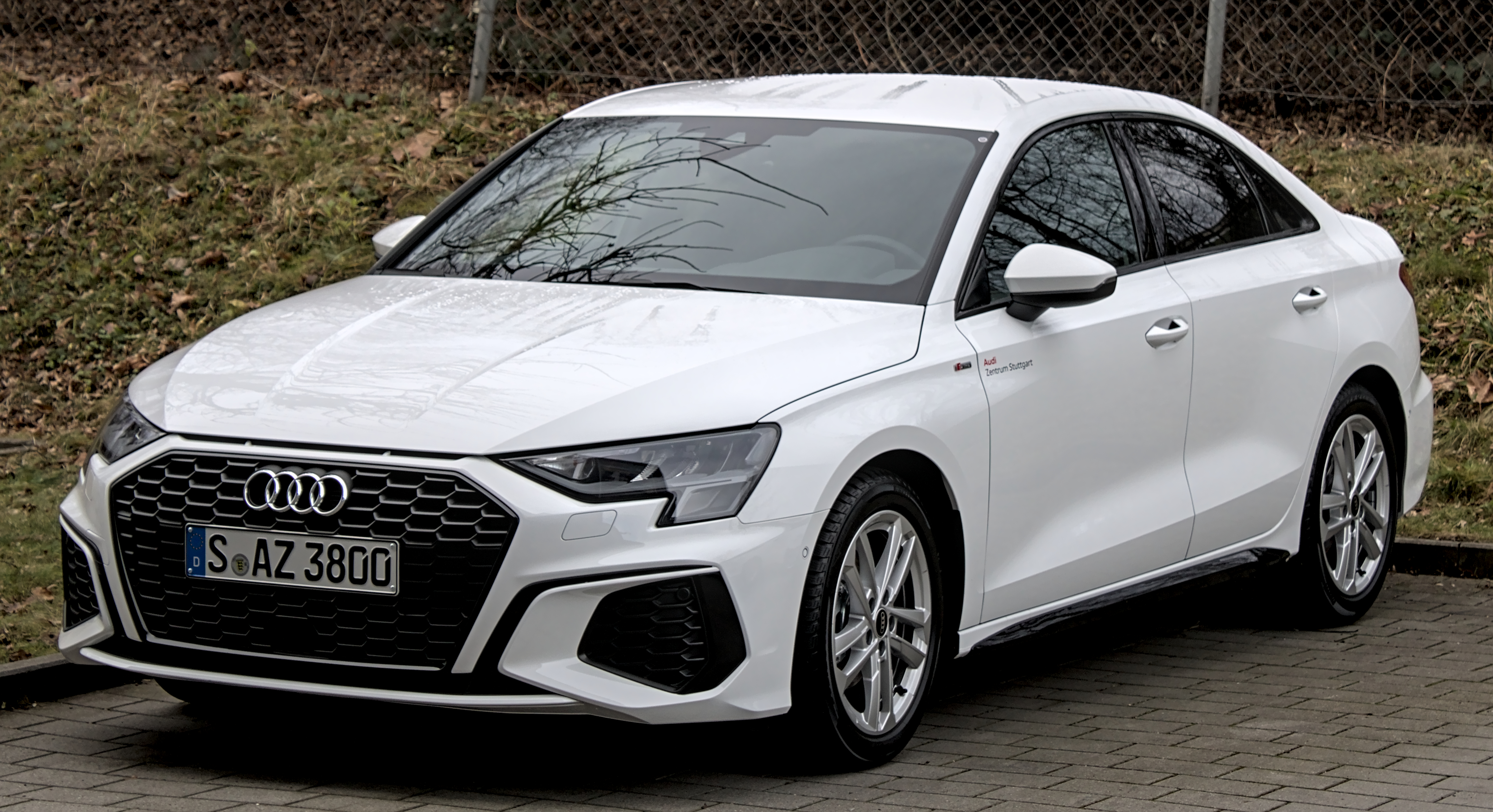
A3 세단 전면부
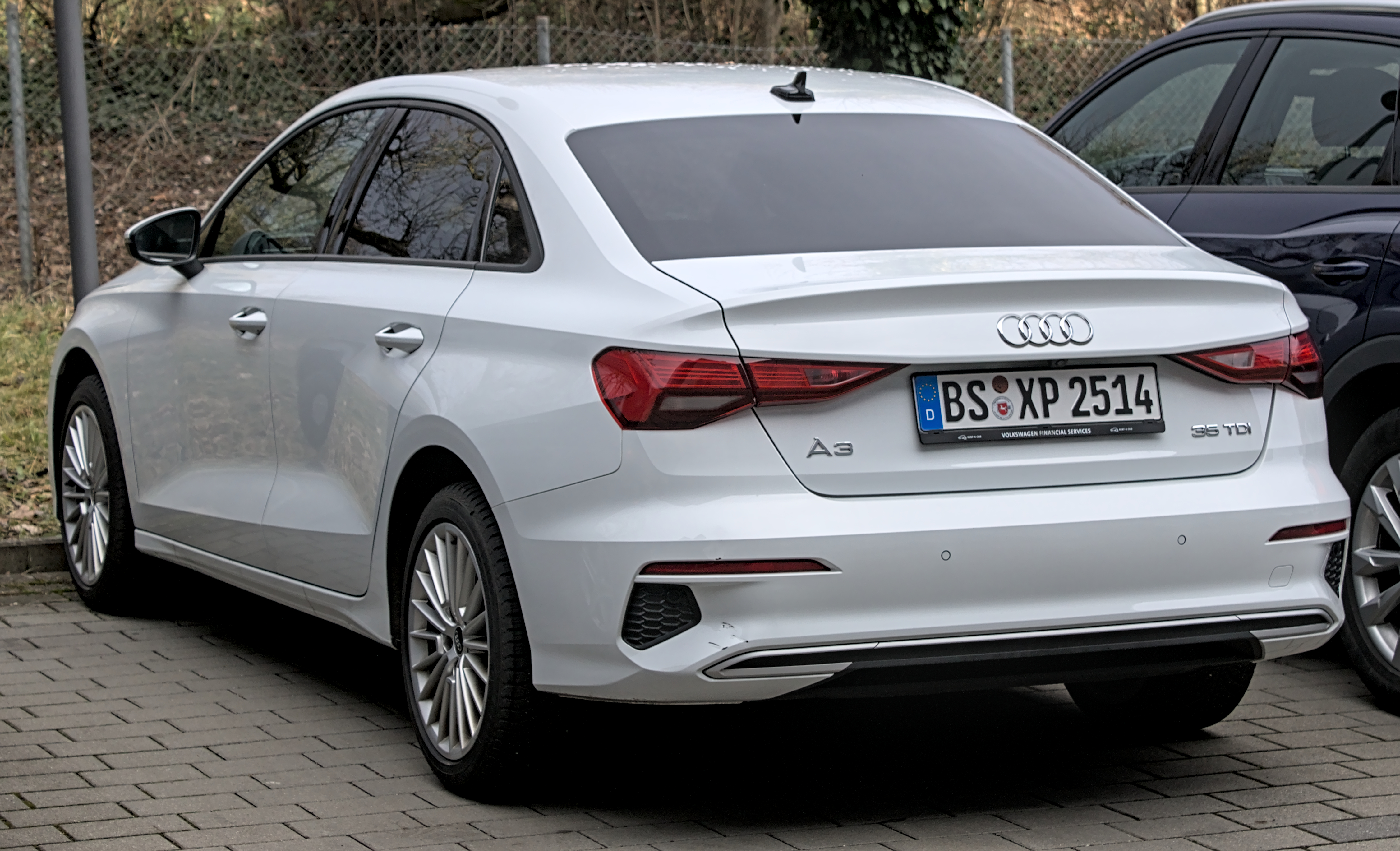
A3 세단 후면부